# Кафедральний собор Палермо
Собор Внебовзяття Пресвятої Богородиці (італ. Cattedrale di Vergine Assunta; Madre Chiesa) — кафедральний собор архієпархії Палермо (Сицилія). Є місцем розміщення мощів покровительки міста святої Розалії, та центром винятково сицилійського культу цієї святої, відомого з XVII століття. Упродовж XII–XVIII століть неодноразово перебудовувався, поєднує в собі риси арабо-норманської архітектури, готичного стилю та класицизму. Відомий унікальними гробницями сицилійських королів та німецьких імператорів, за часів правління яких Сицилійське королівство сягнуло свого розквіту.

## Історія

### Передісторія (IV-XII століття)
У IV столітті на місці сучасного собору була зведена церква на честь місцевого мученика Маміліана, у подальшому зруйнована вандалами. За візантійців 604 року на тому ж місці було зведено новий собор на честь Пресвятої Богородиці, освячений, за місцевою легендою, папою Григорієм Великим. 831 року Палермо було захоплено арабами, які перетворили собор на П'ятничну мечеть.

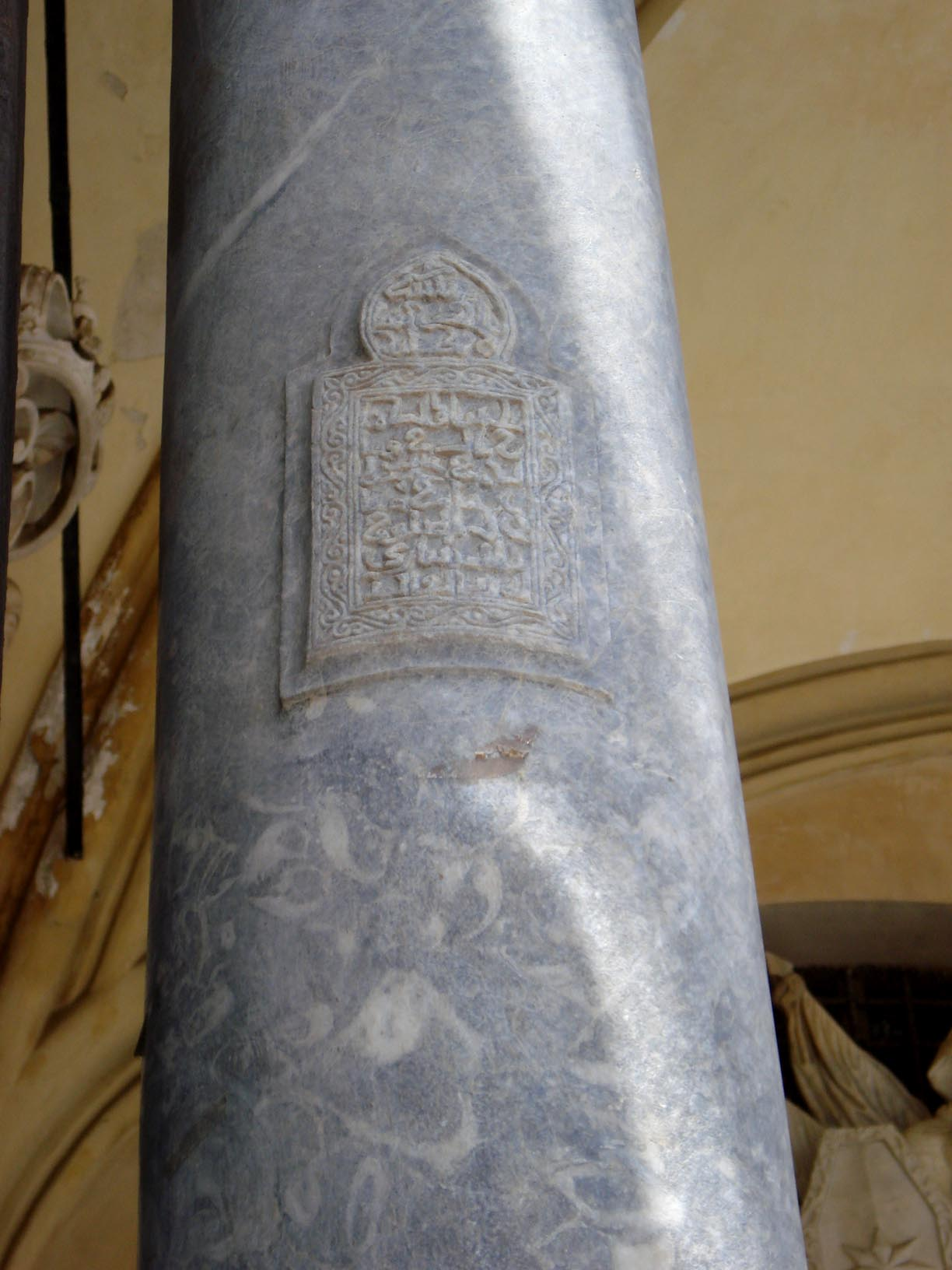
Ліва колона портику з вирізаною цитатою з Корану

6 січня 1072 року нормани на чолі з Робертом Гвіскаром та його молодшим братом Рожером взяли Палермо. Того ж дня П'ятнична мечеть була знову освячена на честь Богородиці, й там палермський архієпископ Никодим здійснив першу літургію за грецьким обрядом і вдячний молебень на честь переможців. Того ж 1072 року палермська кафедра була передана латинському духовенству, а владика Никодим, який служив за грецьким обрядом, був відряджений до Меццомонреале. Після переїзду до Палермо Аделаїди Савонської, матері Рожера II й регентки за часів його неповноліття, (не пізніше 1112 року) собор Палермо став головним у норманській Сицилії. 25 грудня 1130 року Рожер II був коронований в соборі як перший монарх Сицилійського королівства. Там же у подальшому були короновані його наступники Вільгельм I Злий (4 квітня 1154) та Вільгельм II Добрий (10 травня 1166). 1154 року в соборі був похований Рожер II.
Від будівлі собору VII–XII століть дотепер дійшли тільки крипта, за формою якої й можна судити про первинну будівлю, і ліва з чотирьох колон південного портику, на стовбурі якої вирізано цитату з Корану.

### Норманський собор XII–XIII століть (базиліка Гуальтеро)
У 1179–1186 роках на місці старого собору амбіційний та впливовий архієпископ Палермо Гуальтеро Оффаміліо (Волтер Мілль) збудував новий кафедральний собор. Зведення нового собору було спричинено прагненням Волтера Мілля підкреслити столичний статус його єпархії на противагу збудованому Вільгельмом II Добрим собору Монреале, який став центром нового архієпископства. Оскільки можливості архієпископа значно поступались можливостям короля, базиліка Гуальтеро значно поступалась своєму конкуренту з Монреале за пишністю оздоблення.

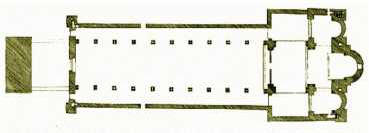
План собору наприкінці XII століття

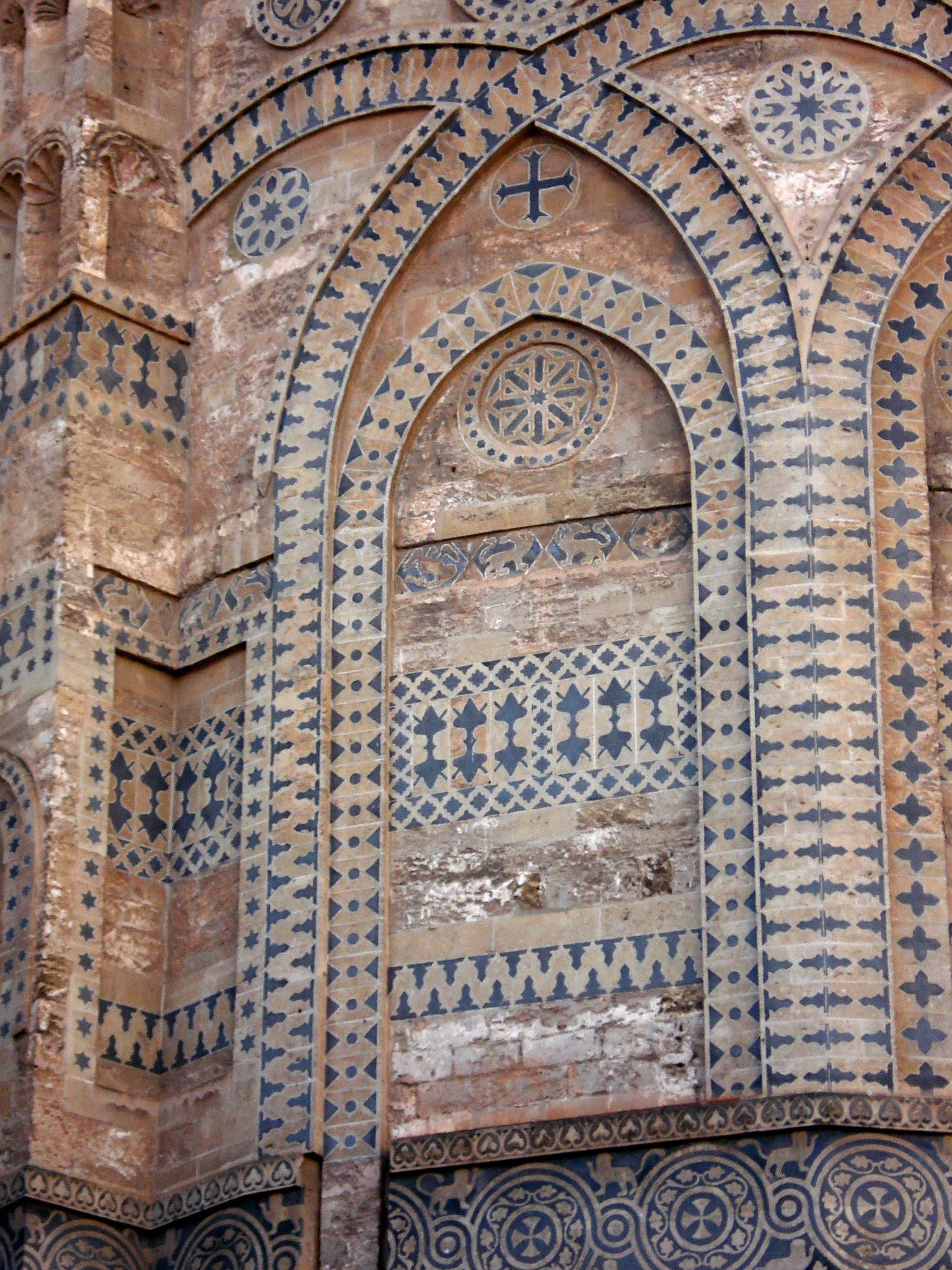
Типові для арабсько-норманського періоду інкрустації головної апсиди собору

Собор Палермо був тринефною базилікою з трьома апсидами. 1250 року чотири кути собору було увінчано витонченими вежами, а 1260 року до південно-східної частини собору була прибудована ризниця. Про зовнішній вигляд базиліки Гуальтеро можна судити за східною частиною сучасного собору, що зберегла свій первинний арабсько-норманський вигляд — вузькі стрільчасті вікна, численні несправжні арки, що переплітаються, витончені інкрустації, рослинні орнаменти.
В ту ж епоху в соборі знайшли останній притулок імператори та сицилійські королі з дому Гогенштауфенів — Генріх VI і Фрідріх II, а також їхні дружини — Констанція Норманська й Констанція Арагонська. До нової базиліки зі старого собору було перенесено й тіло Рожера II. Ці саркофаги, зібрані в одній з бічних капел під час останньої значної перебудови XVIII століття, є єдиними слідами норманського періоду в інтер'єрі собору.
Упродовж XII–XIII століть в соборі Палермо коронувались усі королі Сицилії, починаючи з Рожера II. Серед історично значимих коронацій слід відзначити такі:
- коронація Танкреда (січень 1190), обраного королем після припинення чоловічої лінії Готвілів, всупереч законним правам Констанції Норманської та її чоловіка Генріха Гогенштауфена[3],
- коронація Генріха VI (25 грудня 1194 року), першого сицилійського короля з дому Гогенштауфенів, який скинув останнього норманського короля Вільгельма III та невдовзі винищив більшу частину норманської знаті[3],
- коронація Федеріго I (травень 1198), майбутнього імператора Фрідріха II, який перетворив Палермо в імперську столицю[3],
- коронація Манфреда (10 серпня 1258 року), всупереч волі папи римського, що послугувала приводом для хрестового походу Карла Анжуйського проти Сицилійського королівства та усунення династії Гогенштауфенів[5],
- коронація Педро III Арагонського (4 вересня 1282 року) — результат Сицилійської вечірні, перехід Сицилії під владу Арагонського дому, початок боротьби Арагонського й Анжу-Сицилійського дому, що тривала понад століття, за владу в Сицилії[6],
- коронація Федеріго II (25 березня 1286 року) — відмова Сицилії від виконання ухваленої папою угоди Ананьї, за якою Сицилія мала бути повернута Анжу-Сицилійському дому[6].

### Перебудови XIV— XVII століть
Після Федеріго II влада королів Арагонської династії значно послабилась, вони вже не контролювали Палермо, який перейшов під владу феодального дому Кьярамонте. Зламати могутніх Кьярамонте й повернути Палермо під безпосередній контроль центральної влади вдалось тільки Мартіну I Молодшому (1396) за підтримки батька — арагонського короля Мартіна Старшого (1409 року спадкував сину на Сицилії під іменем Мартіна II). Таким чином, повернення Палермо під безпосередню владу короля збіглося за часом із припиненням власної лінії сицилійських королів (1409) та переходом влади над Сицилією безпосередньо до королів Арагону. Упродовж наступних трьох століть Сицилія була частиною арагонських, а потім іспанських володінь і керувалась віце-королями. У зв'язку з цим значення собору Палермо як кафедрального столичного собору впало, а з усіх сицилійських королів Арагонського дому в соборі Палермо похований тільки Педро II.

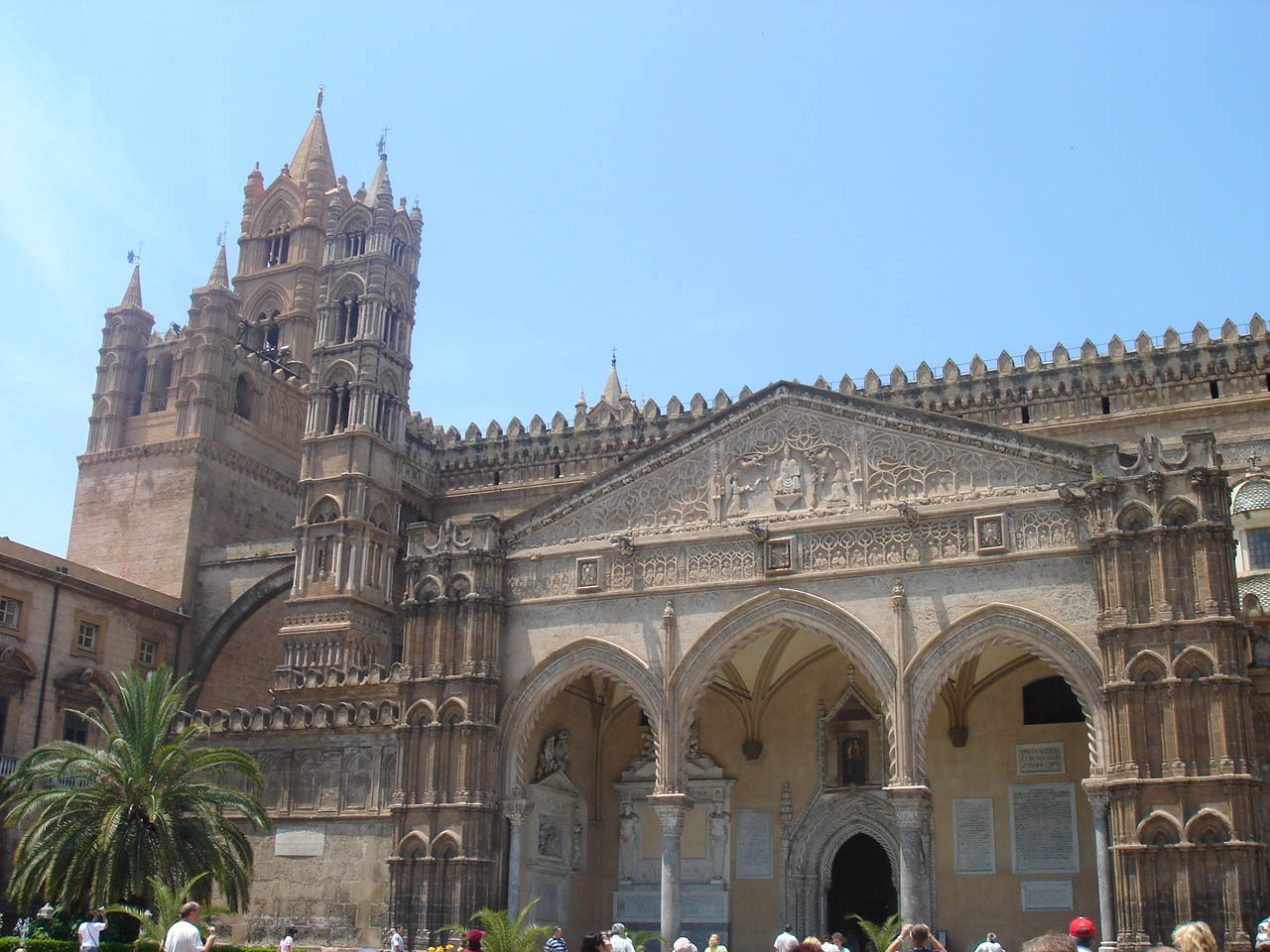
Південний фасад собору з готичним портиком Гамбара

У XIV-XVI століттях спорудження собору Палермо продовжилось. 1342 року було завершено чотири кутові вежі собору, а 1352 споруджено головний (західний) портал собору в готичному стилі. У період з 1426 до 1430 року за проектом Антоніо Гамбара було зведено південний портик собору з трьома стрільчастими арками, виконаний у стилі каталанської готики. У той же час над південним порталом собору тим самим Антоніо Гамбара була розміщена мозаїчна ікона Богородиці на Троні. Пізніше, в тому ж XV столітті, на прилеглій до південного фасаду собору площі (Соборна площа — Piazza Cattedrale) за наказом архієпископа Симоне да Болонья було закладено сад. У той час собор придбав свої найвідоміші святині: статую Madonna Libera Inferni (1469) й мощі святої Розалії (1624).

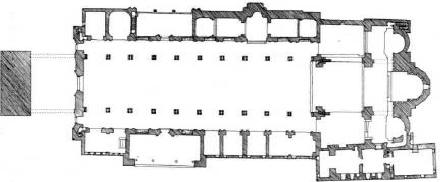
План собору станом на початок XVIII століття

Розвиток собору в XVI столітті пов'язаний з родиною сицилійських архітекторів і скульпторів Гаджині, зокрема з іменем найвідомішого представника цього роду Доменіко Гаджині. 1510 року за проектом Антонелло Гаджині вівтарна частина собору була прикрашена мармуровим ретабло зі статуями святих (втрачено в результаті реконструкції Фердинандо Фуга у XVIII столітті). 1536 року Вінченцо та Фабіо Гаджині прибудувало до собору північний портик . 1575 року за проектом Вінченцо Гаджині Соборна площа була огороджена мармуровою балюстрадою зі статуями святих. 1685 року посеред площі було встановлено фонтан, увінчаний 1744 статуєю святої Розалії, яка вражає чуму, роботи Вінченцо Вітталіано.

### Собор у XVIII столітті й реконструкція Фердинандо Фуга
У XVIII столітті в результаті двох загальноєвропейських війн (за іспанську та польську спадщину) Сицилійське королівство знову здобуло незалежність, і кафедральний собор Палермо (вперше за понад три століття) став місцем двох коронацій: Віктора Амадея Савойського (24 грудня 1713 року) й Карла Бурбонського (липень 1734). Відповідно до нового статусу собору 1781 року за царювання Фердинанда III почалась грандіозна реконструкція під керівництвом флорентійського архітектора Фердинандо Фуга.

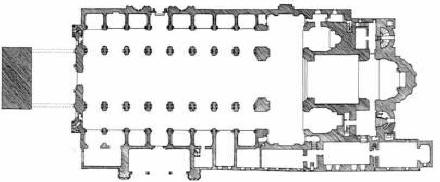
План собору після реконструкції Фуга (1801)

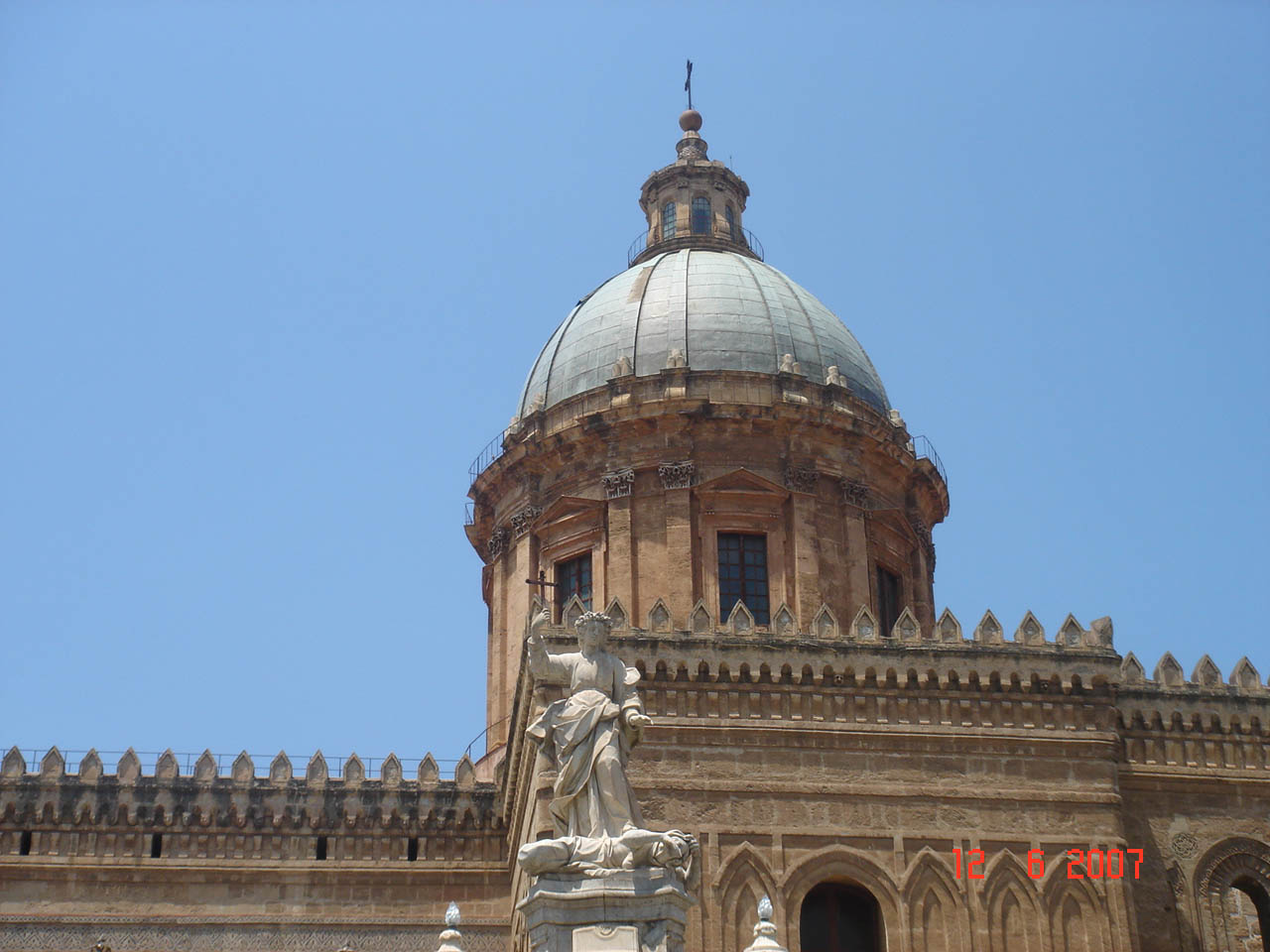
Вид на купол собору та статую святої Розалії (на Соборній площі)

Реконструкція, що завершилась 1801 року, суттєво змінила вигляд собору. Будівля була увінчана класичним куполом, розміщеним над перетином осей головного нефу й трансепту, в результаті чого будівля втратила характерний для норманських соборів Сицилії зовнішній вигляд. До бічних нефів були прибудовані чотирнадцять капел, в результаті чого будівля розширилась в поперечнику та перестала відповідати класичному типу базиліки. Нові північний і південний фасади собору отримали низку міні-куполів, розміщених над капелами. Портик роботи Гаджині, що раніше пожвавлював північний фасад, виявився в результаті приєднання додаткових капел вбудованим до загальної маси собору.
Ще більших змін зазнав інтер'єр собору. Характерна для норманської Сицилії різний дерев'яна стеля була замінена низьким зводом. Ретабло Гаджині було розібрано, а його складові частини (передусім статуї святих) рознесено простором собору. Королівські та імператорські саркофаги зібрано у двох сусідніх капелах, що створило в соборі особливу «меморіальну» зону. В цілому, інтер'єр набув власного неокласичного холодного стриманого вигляду.
Реконструкція Фуга була останньою, найбільшою та визначною перебудовою собору, тож 1801 року будівля набула в цілому сучасного вигляду. Останнім штрихом в архітектурному рішенні собору стало завершення 1805 року за проектом Еммануеле Палаццотто головної дзвіниці собору.

## Зовнішній вигляд собору
В результаті неодноразових перебудов і реконструкцій собору, що розтягнулись на сім століть, будівля собору набула чудернацького еклектичного вигляду. Характерні особливості цих епох та архітектурних стилів накладаються одна на одну. Тим не менше, в зовнішньому вигляді собору виділяються яскраво виражені арабсько-норманські (особливо у східній частині), готичні (західний фасад і південний портик), неокласичні риси (купол).

### Західний фасад і дзвіниця

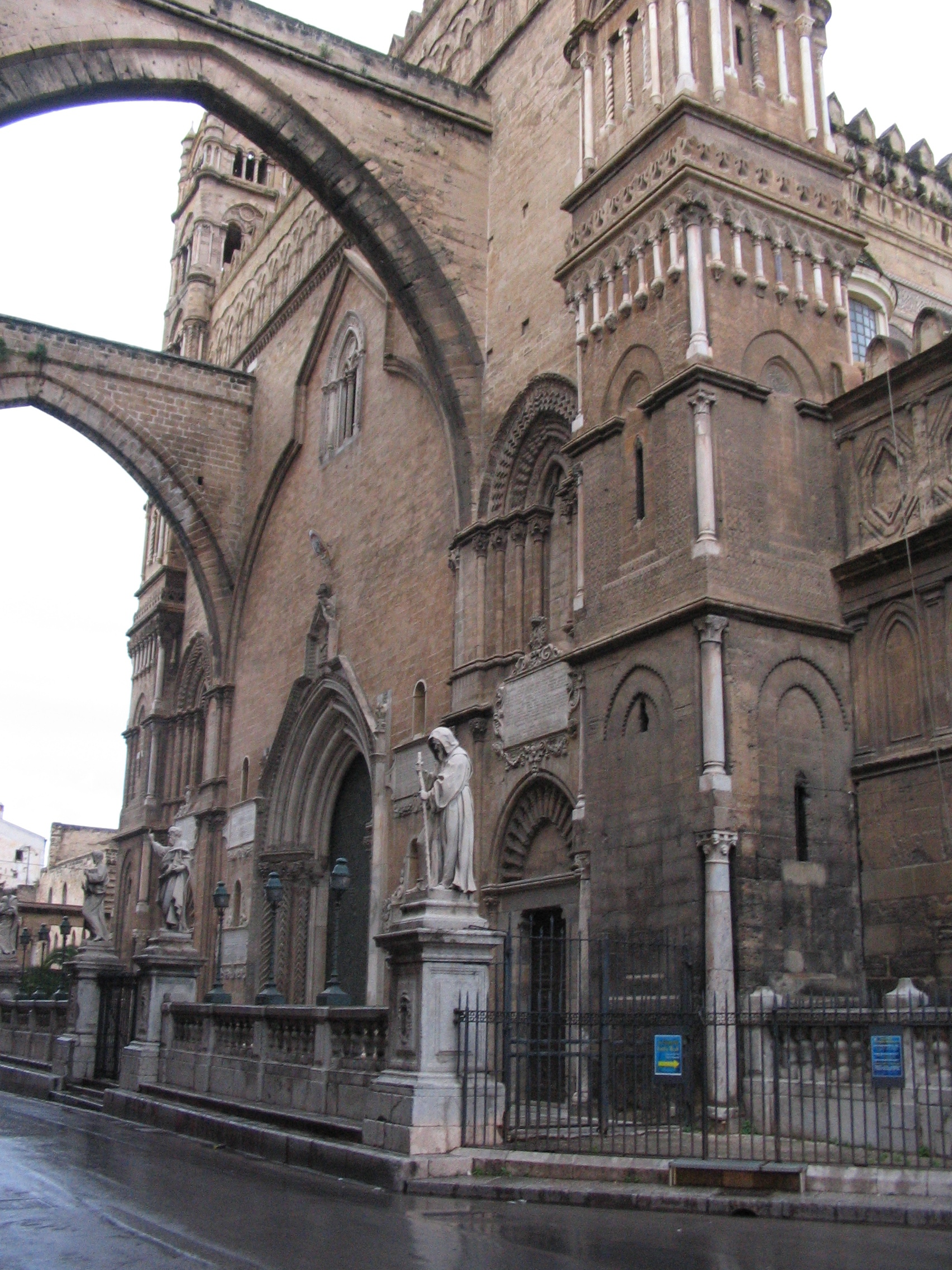
Західний фасад собору

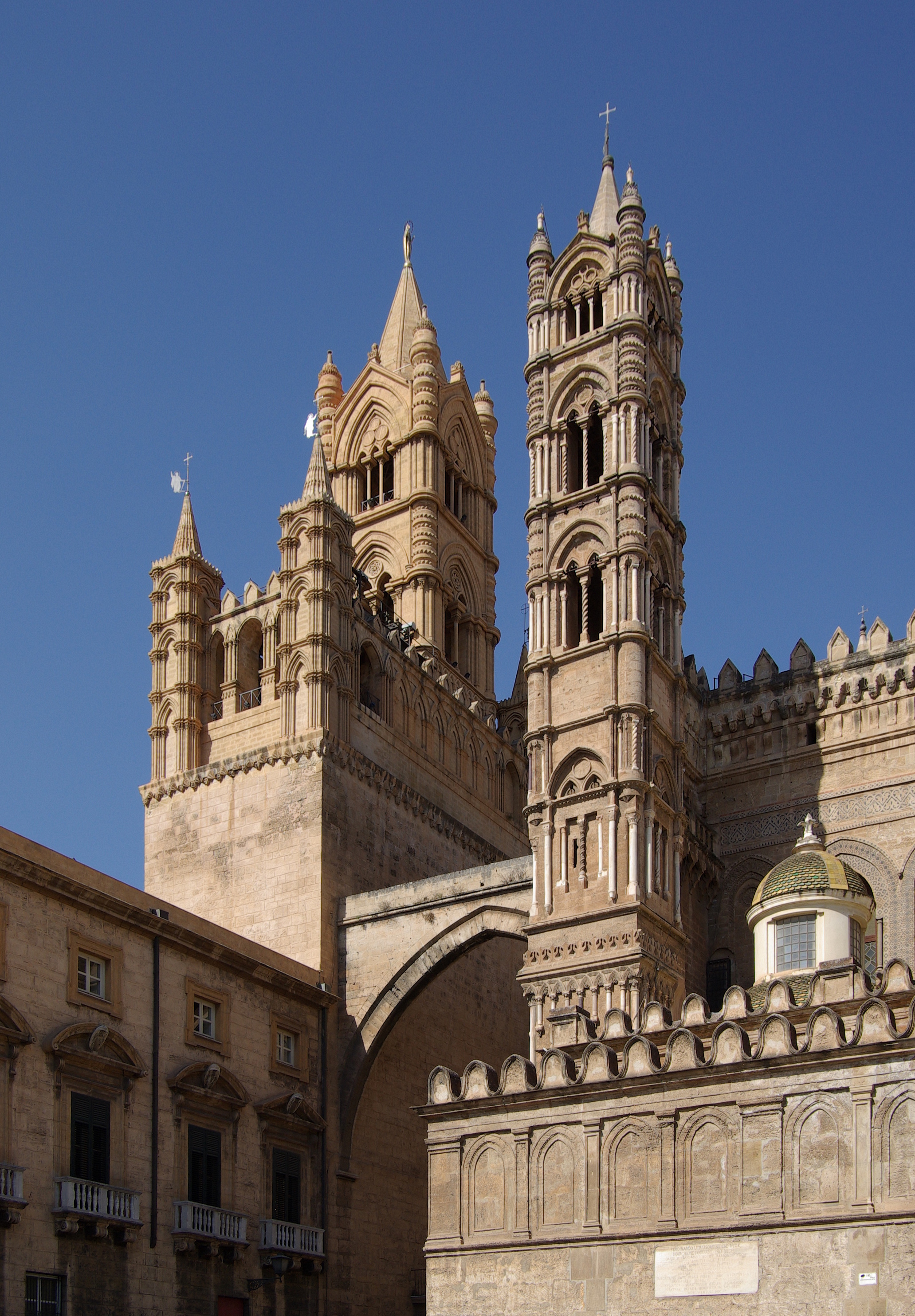
Вид на дзвіницю та південно-західну вежу

Головний західний фасад собору виходить на вузьку вулицю Віа Бонелло, що відокремлює його від будівлі Архієпископського палацу. Дзвіниця собору в результаті такого рішення прибудована не до власне собору, а до палацу. Для з'єднання дзвіниці з основним об'ємом собору через віа Бонелло перекинуто дві високі стрільчасті арки.
Сувора масивна нижня частина дзвіниці (приблизно висотою з основну частину собору) належить до норманського періоду. Як і більшість церковних будівель тієї доби, дзвіниця скоріше нагадує укріплену фортецю. Навесні 1168 року у дзвіниці собору був взятий в облогу своїми ворогами Стефан дю Перш, архієпископ Палермо і канцлер королеви-регентки Маргарити Наваррської.
Верхня частина дзвіниці була значно перебудована на початку XIX століття архітектором Еммануелле Палаццотто в неоготичному стилі. Таким чином, стилістично дзвіниця була зв'язана із західним готичним фасадом собору. В результаті сучасна дзвіниця собору складається з двох абсолютно несхожих частин — нижньої масивної норманської основи та легкої неоготичної вежі. Дзвіниця, що є основною домінантою історичного Палермо, була увінчана 1954 року статуєю Мадонни делла Конко-д'Оро роботи скульптора Ніно Джерачі.

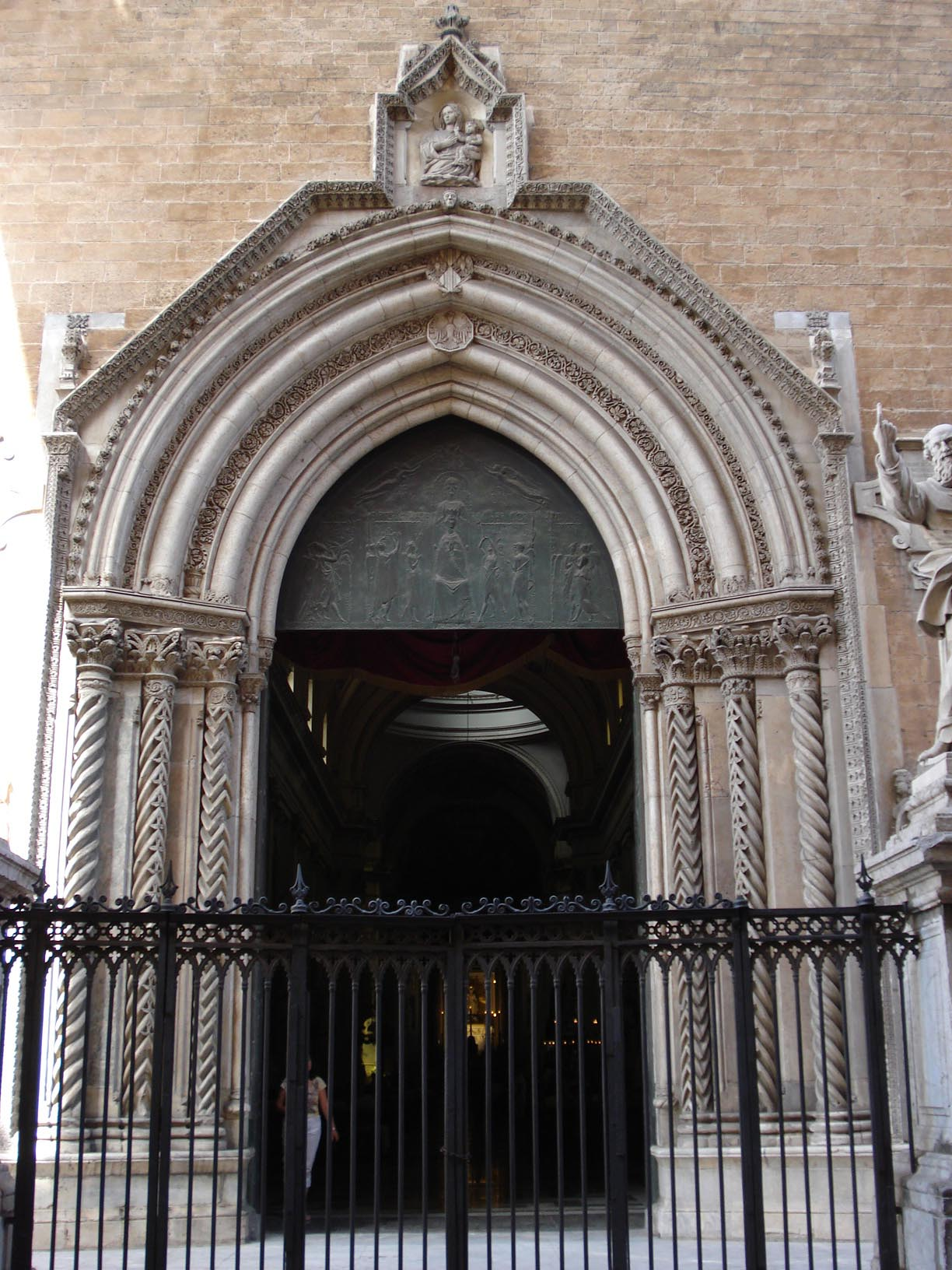
Західний портал

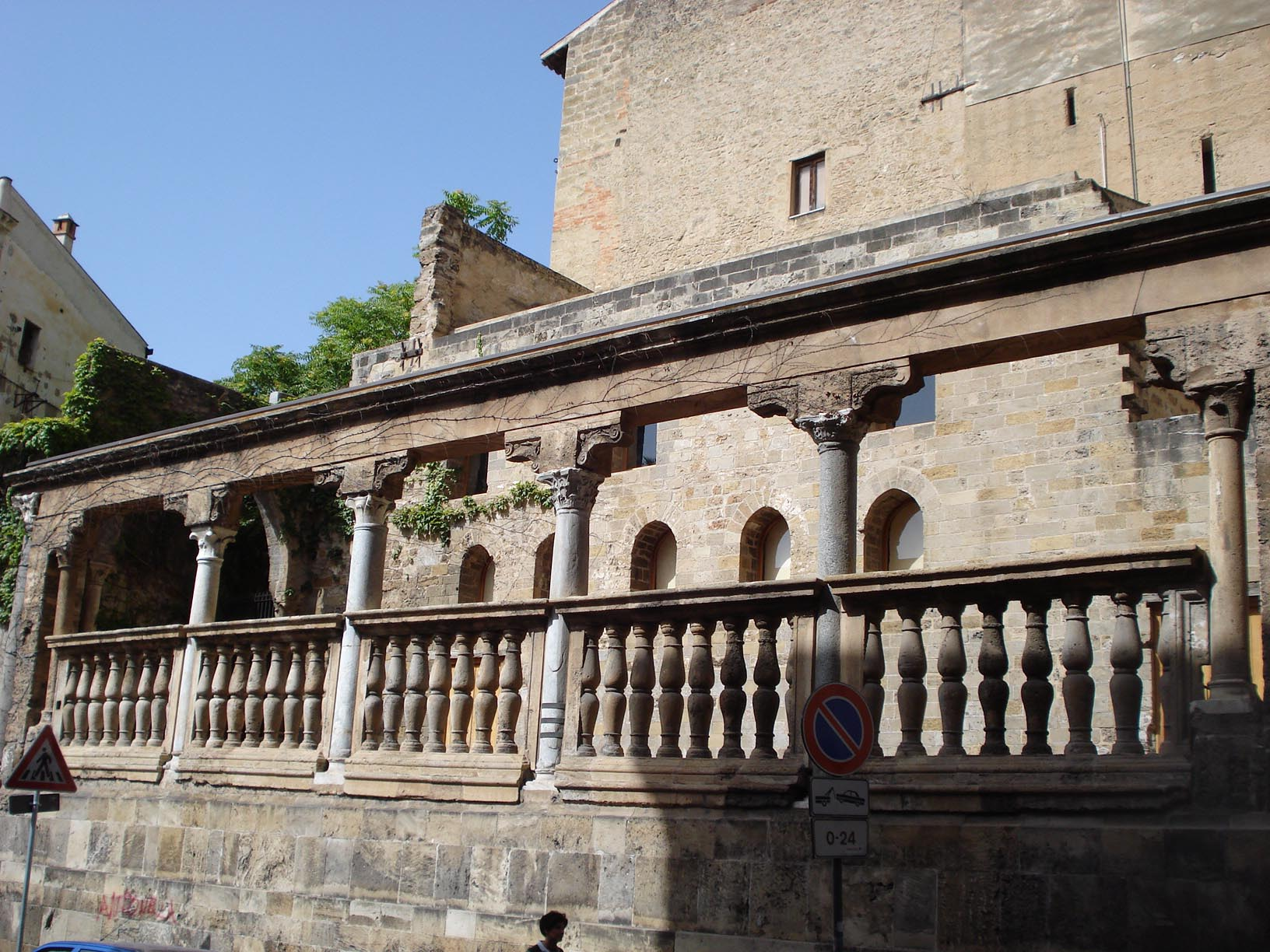
Лоджія Коронації

Західний портал собору було зведено 1352 року в готичному стилі, оточений двома малими вежами-дзвіницями, збудованими між 1250 і 1342 роками. Вежі прикрашені тонкою скульптурною ліпкою, що нагадує ісламські абстрактні й рослинні мотиви. Чотири яруси веж прикрашені типово арабсько-норманськими арками й вікнами-біфорами (тобто вікнами, розділеними навпіл по вертикалі вузькою колоною).
Західний портал собору мав первинно дерев'яні стулки, проте 1961 року їх було замінено на бронзові, роботи Філіпо Сгарлата. В табернаклі над порталом розміщено коштовну статую Мадонни XV століття.
На північ від західного входу в собор розташована окрема Лоджія коронації (італ. Loggia dell'Incoronazione). Тематично Лоджія, хоч і просторово відокремлена від собору бічним проїздом, вона тісно зв'язана з основною будівлею. В цій Лоджії показувались народу знову вінчані на царство сицилійські монархи.

### Південний та північний фасади

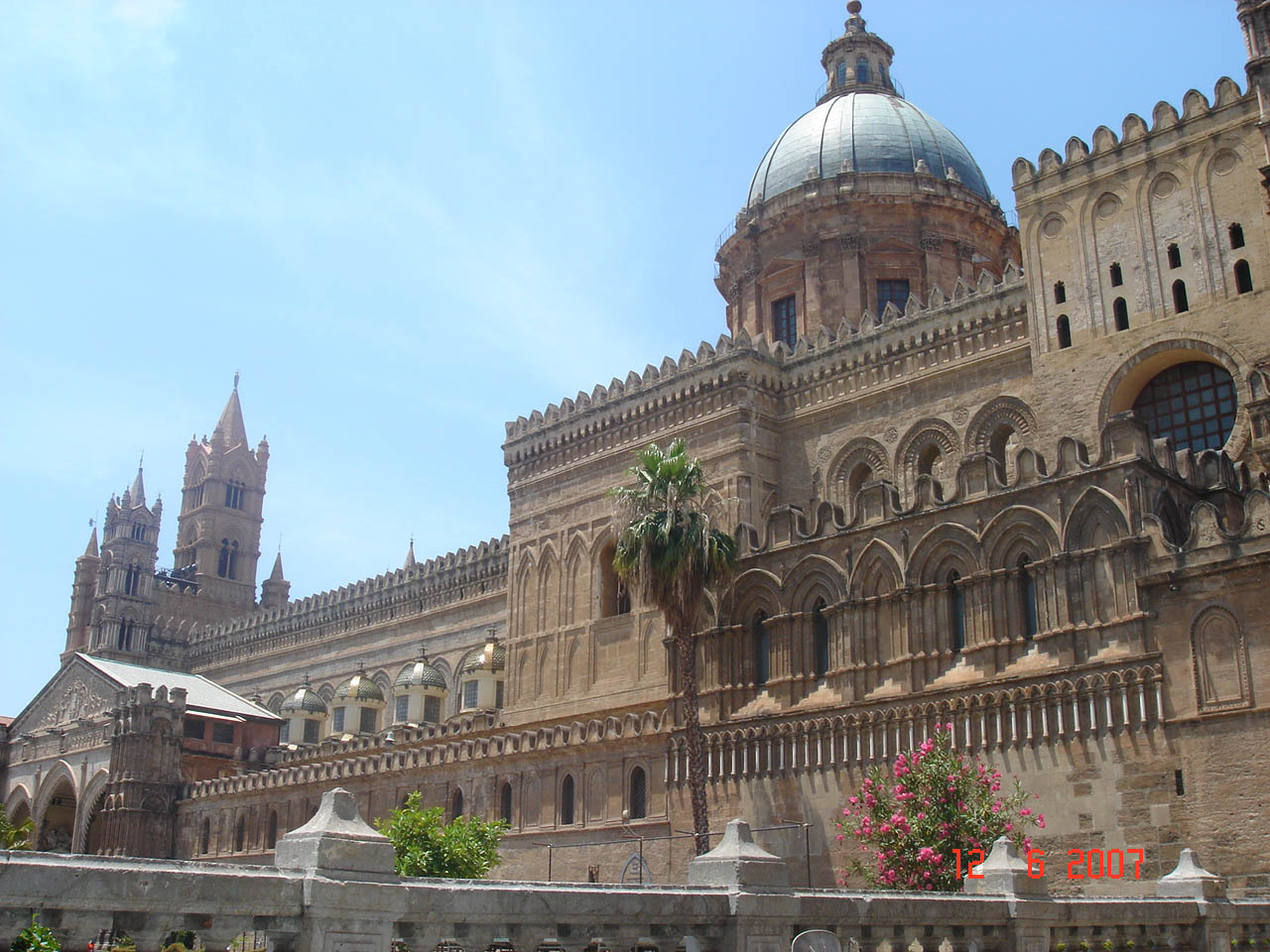
Південний фасад собору

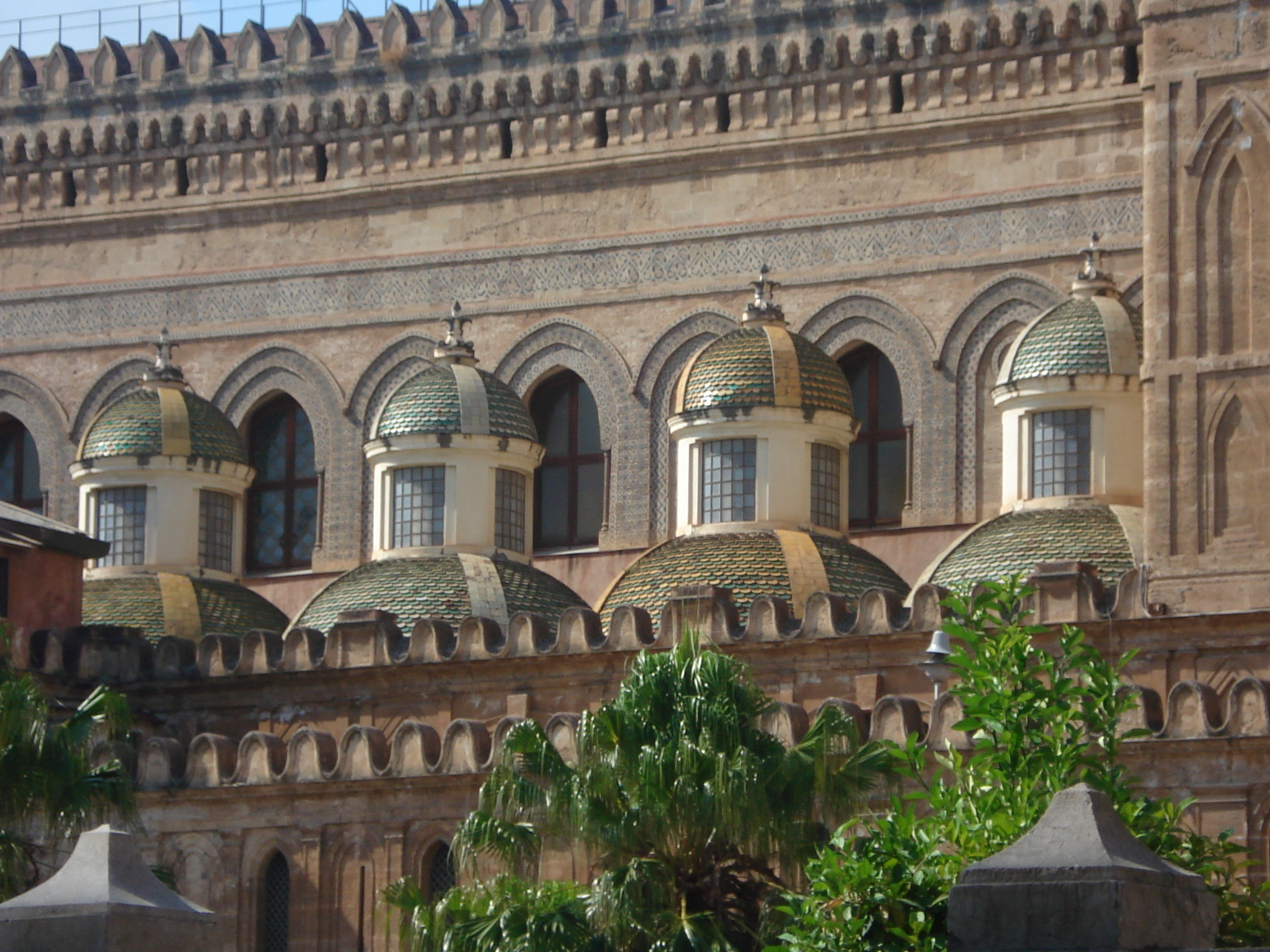
Куполи бічних капел

Південний фасад, що виходить на просторий майдан Пьяцца Дуомо, повною мірою втілив усю складну еклектичну архітектуру будівлі.
Права (південно-східна) частина несе в собі численні риси арабо-норманського стилю: мотив з несправжніх арок (трансепт, ризниця, зовнішня стіна головного нефу), складний багатоярусний візерунок із зубців карнизом, вузькі вікна-бійниці ризниці.
Під час останньої реконструкції (1781–1801) Фердинандо Фуга привніс до південного фасаду риси класицизму. Передусім, на перетині осей головного нефу й трансепту був надбудований купол, що входить до стилістичного протиріччя з основною частиною будівлі. Первинна стіна південного нефу була розібрана й висунута ще більше на південь. Прибудований до собору простір вирішено у вигляді семи бічних капел, кожна з яких завершується міні-куполом. Невеликі в основі й витягнуті вгору куполи бічних капел виявляються стилістично не зв'язаними з основним куполом та вносять дисонанс до суворої послідовності несправжніх арок зовнішньою стіною головного нефу.

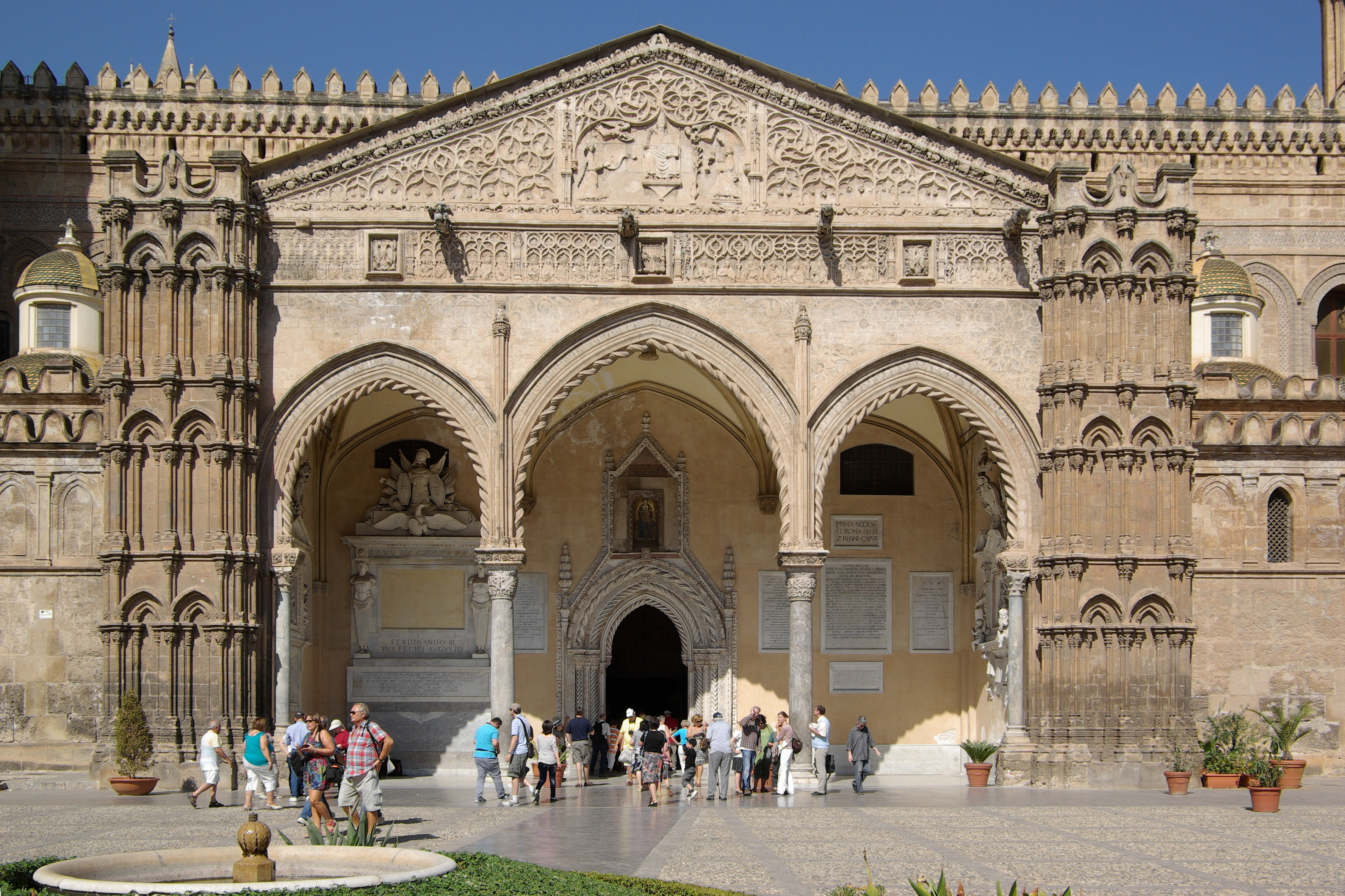
Південний портик

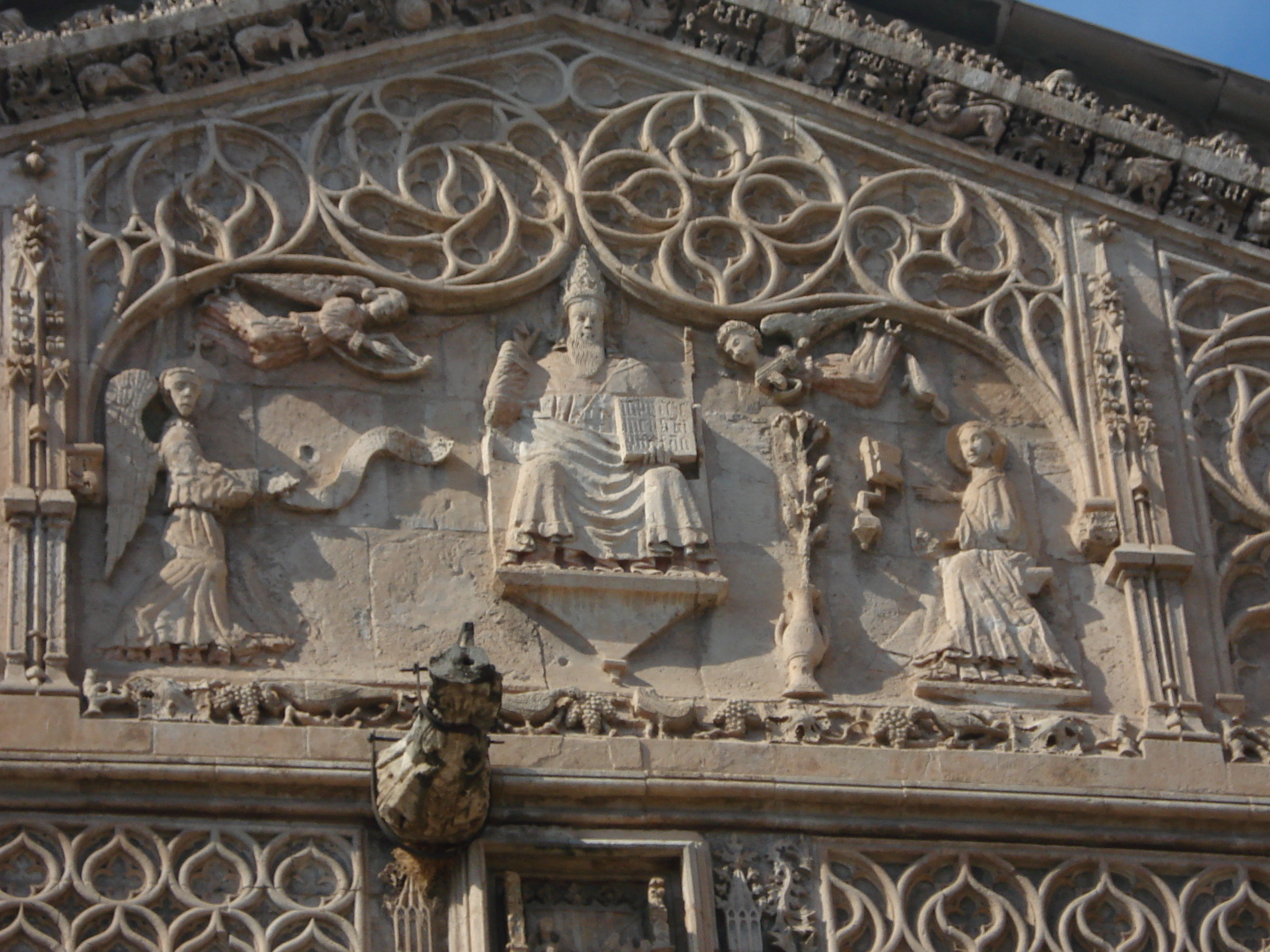
Тимпан портику

На тлі норманських і класичних елементів південного фасаду виділяється південний портик собору, виконаний в стилі каталанської готики. Портик із трьома стрільчастими арками було споруджено у 1426–1430 роках архітектором Антоніо Гамбара. Перші зліва колона портику, на якій вирізано цитату з Корану, належала ще візантійському храму, перетвореному арабами на П'ятничну мечеть і знову перетвореному на церкву переможними норманами 1072 року. Середня частина тимпану є барельєфом зі сценою Благовіщення, в центр якої поміщено різний образ Христа Пантократора. Решта поверхні тимпану багато прикрашена рослинними орнаментами.
Всередині портику домінує споруджений тем же Гамбара готичний портал. Над порталом Гамбара розмістив мозаїчний образ Богородиці на троні, виконаний у візантійському стилі та, можливо, належить до норманської доби. Серед численних мармурових меморіальних дощок, що прикрашають внутрішню частину портику, виділяються два барельєфи, що зображують знакові для Сицилійського королівства коронації Віктора Амадея Савойського та Карла Бурбонського.

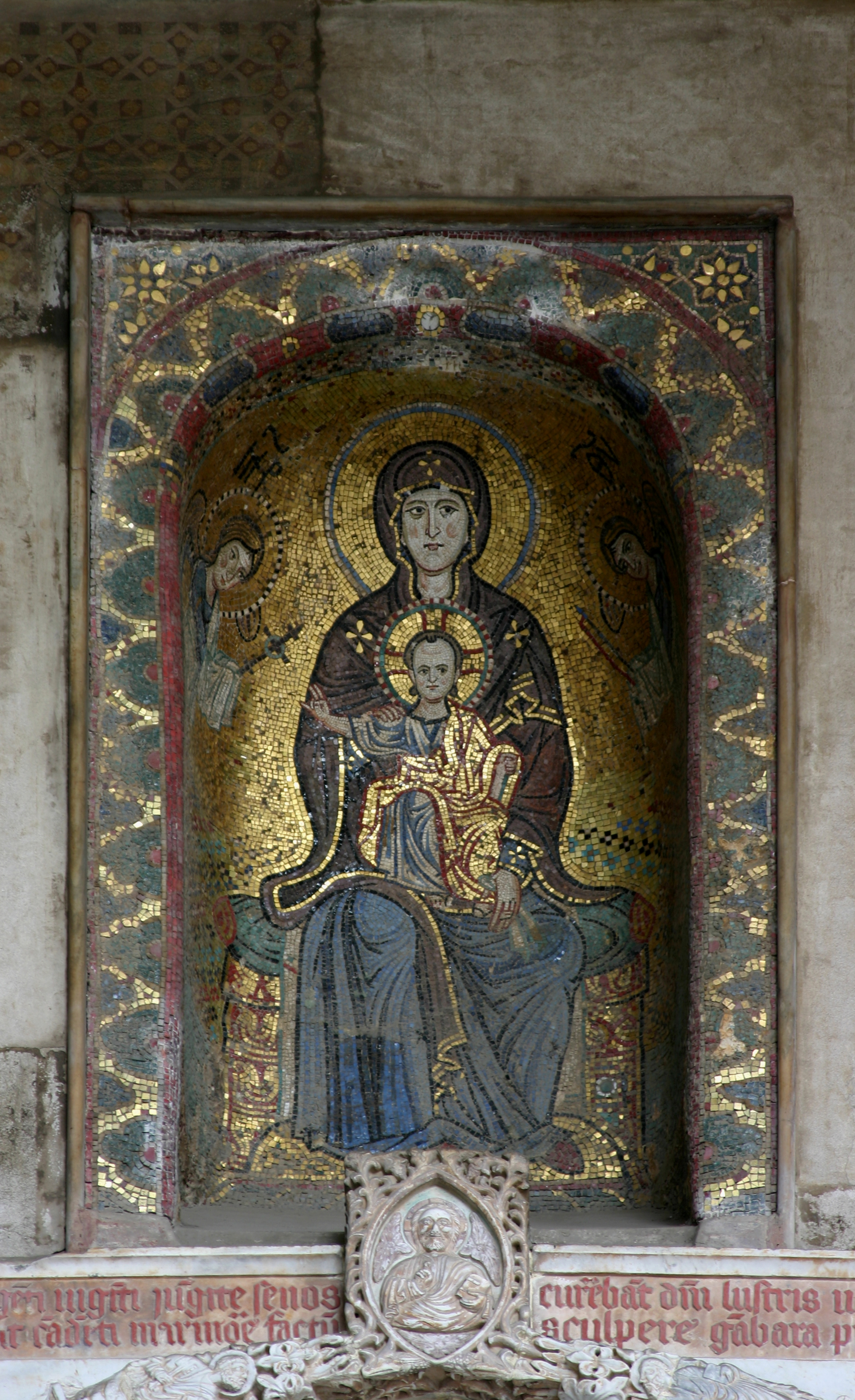
Богородиця на троні – мозаїка над південним порталом
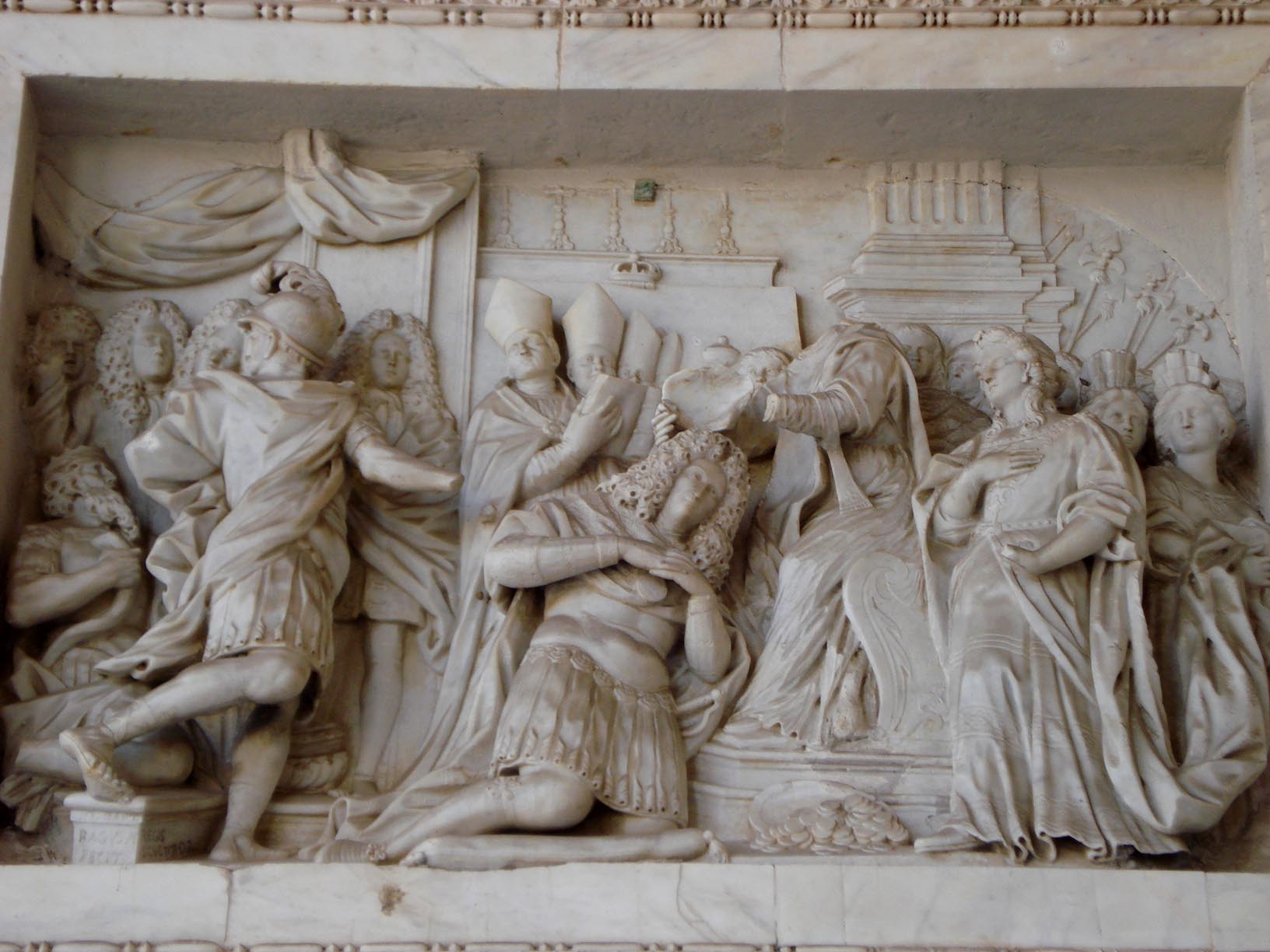
Коронація Віктора Амадея Савойського - барельєф у південному портику
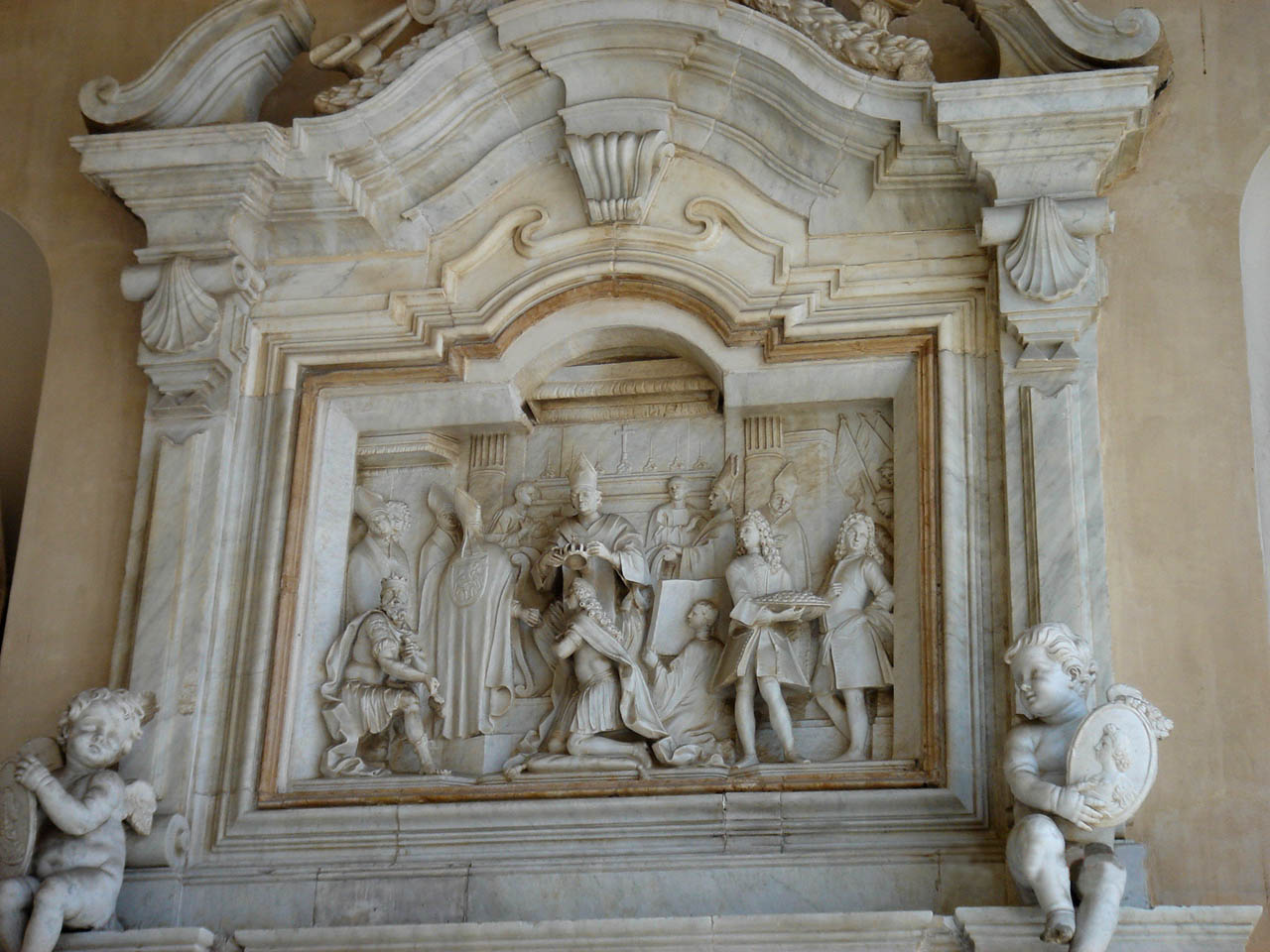
Коронація Карла Бурбонського – барельєф південного портика

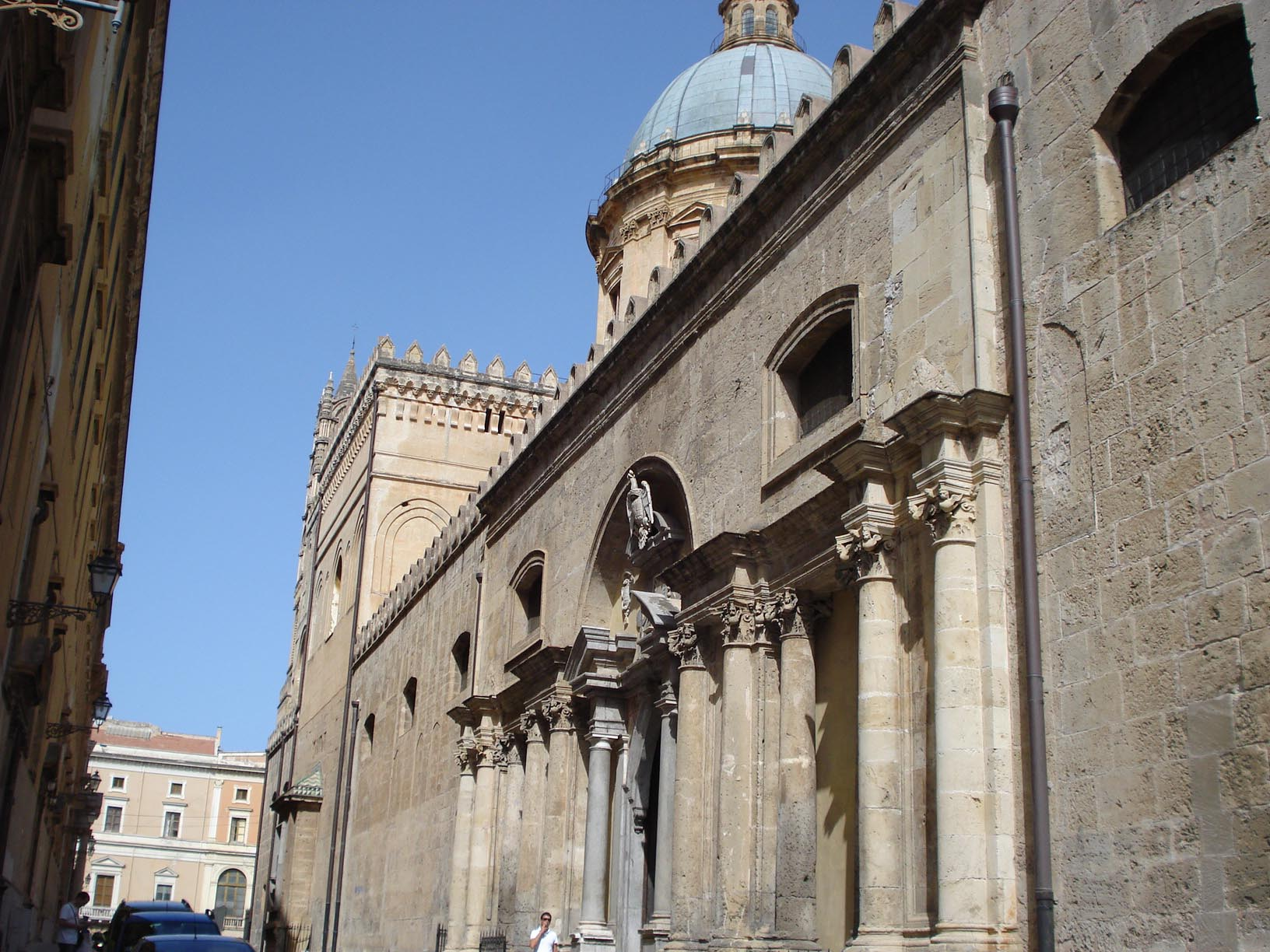
Північний фасад собору

Північний фасад втілив у собі всю складність будівельної історії собору. Так само як і в південній частині Фердинандо Фуга висунув вперед північну стіну собору, прибудувавши сім бічних капел з міні-куполами. При цьому первинно (1536 року) прибудований Вінченцо й Фабіо Гаджині північний портик було вбудовано до загальної маси собору та втратив своє первинне призначення.

### Східний (арабсько-норманський) фасад

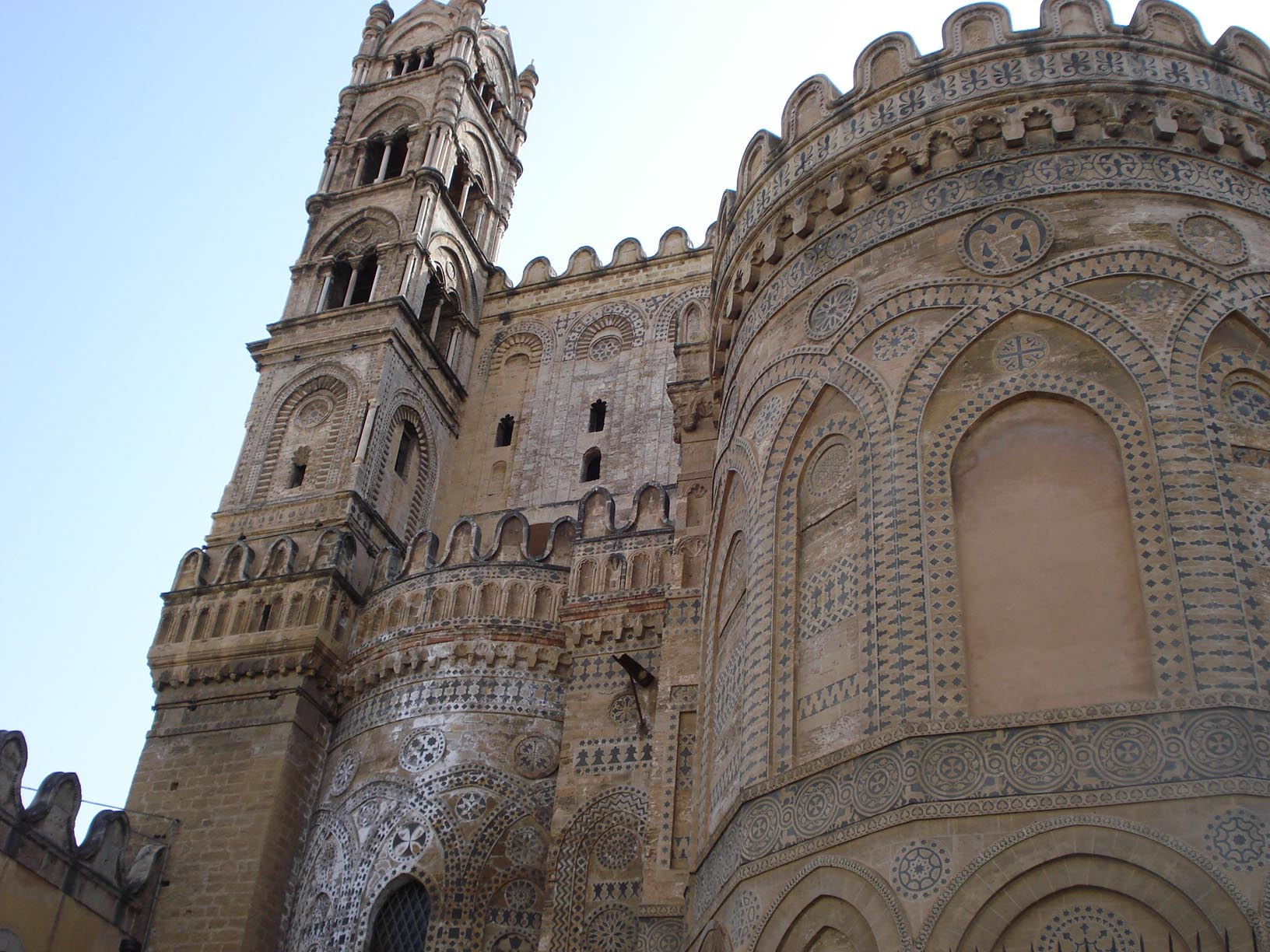
Південно-східна частина собору

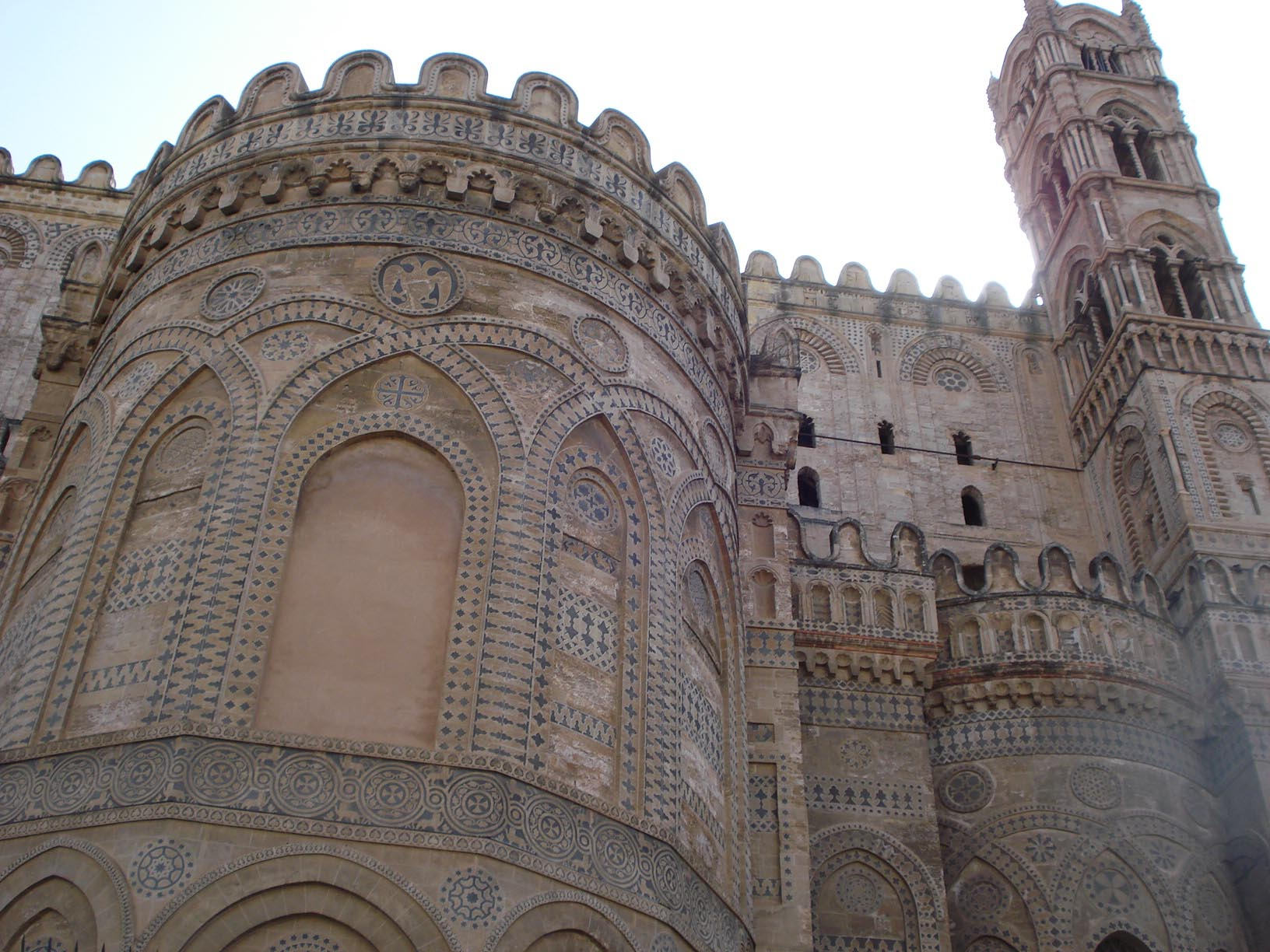
Північно-східна частина собору

Східна частина собору значною мірою зберегла свій арабо-норманський вигляд. Три апсиди собору багато прикрашені типовими для арабсько-норманської архітектури несправжніми арками, витонченими абстрактними інкрустаціями з лави й туфу, зубцями, рослинними орнаментами. Дві вежі-дзвіниці, які оточують східний фасад собору, є парними до веж західного фасаду. Таким чином, чотири однакових вежі на кутах собору пов'язують витягнуту по осі захід-схід будівлю собору в єдине ціле.
Прибудоване 1260 року до південно-східного куту собору приміщення ризниці також ретельно витримано в арабсько-норманському стилі. Верхній ярус ризниці є чередою суворих арок (глухих чи з вікнами-бійницями), зверху яких слідує ряд зубців, що робить ризницю схожою на фортецю.

## Інтер'єр собору

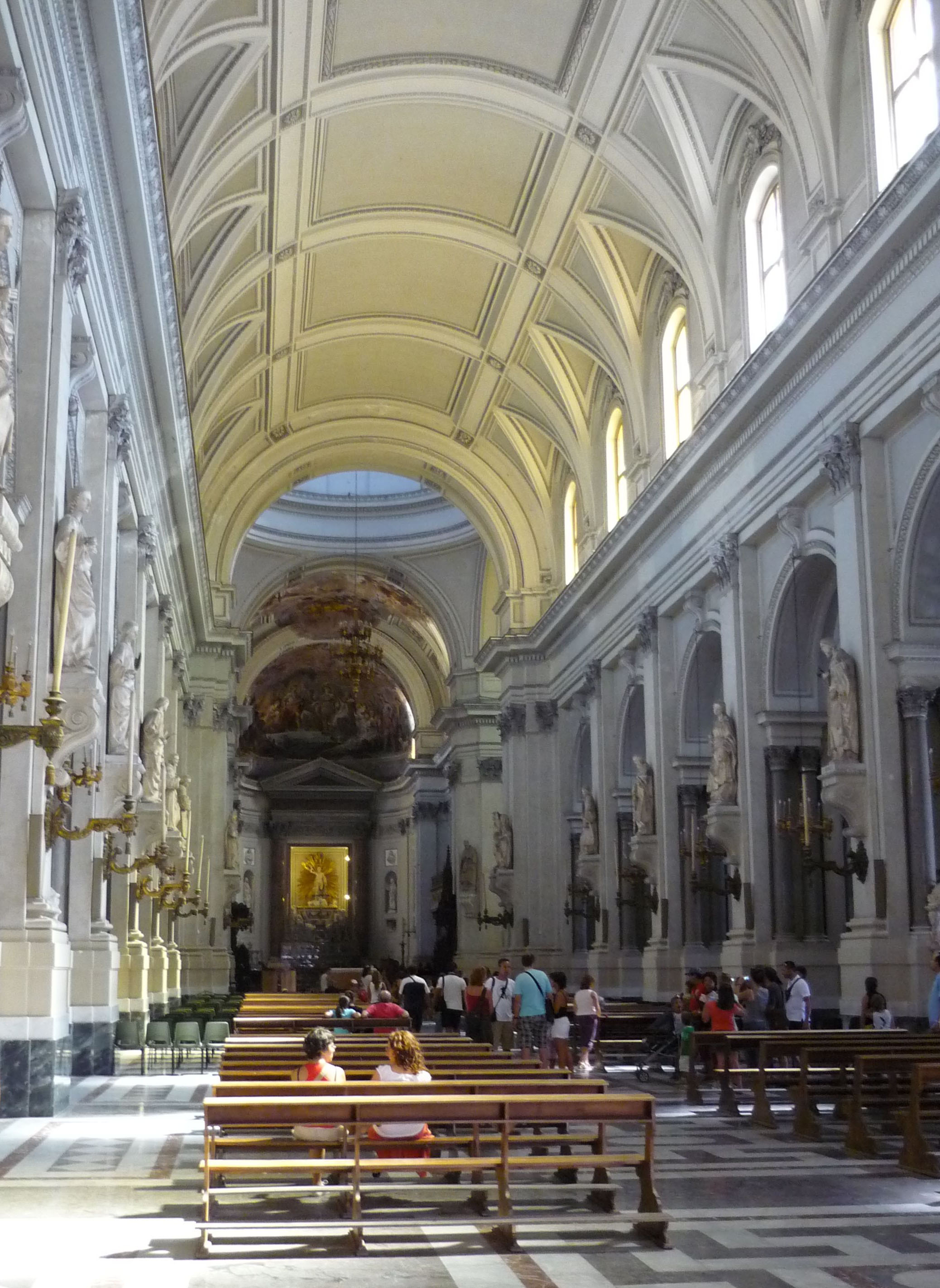
Головний неф собору

Остаточний вигляд інтер'єр собору набув 1801 року в результаті реконструкції Фердинандо Фуга. Первинний базилікальний план собору було модифіковано: бічні нефи розширено, до них прибудовано капели (по сім з північної та південної сторони), мозаїки норманського періоду й ретабло Гаджині ліквідовано, дерев'яну різну стелю замінено на кам'яний зводом, на перетині головного нефу й трансепту надбудовано купол. В результаті інтер'єр собору набув стриманої та навіть холоднуватої неокласичної гармонії.
Поверхня головної апсиди прикрашена двома фресками кінця XVIII століття, які зображують Внебовзяття Богородиці та звільнення храму від арабів Робертом Гвіскаром і Рожером I. Виконані в притаманній своєму часу манері фрески наповнені фігурами рожевощоких пухлих янголів та одягнених у класичні давньоримські тоги й шоломи архангелів і християнських воїнів. Цими фресками замінили за рішенням Фуга мозаїки норманського періоду й ретабло Гаджині. Статуї святих зі знищеного ретабло були, тим не менше, збережені та встановлені перед пілонами, що розділяють простір собору на нефи.
В лівій апсиді розміщена капела Святих Таїн з коштовним вівтарем з лазуриту, у правій — капела святої Розалії, покровительки Палермо. З 14 прибудованих Фуга бічних капел виділяються капела Реліквій і дві капели, розташовані праворуч від західної брами, де зібрано королівські гробниці.

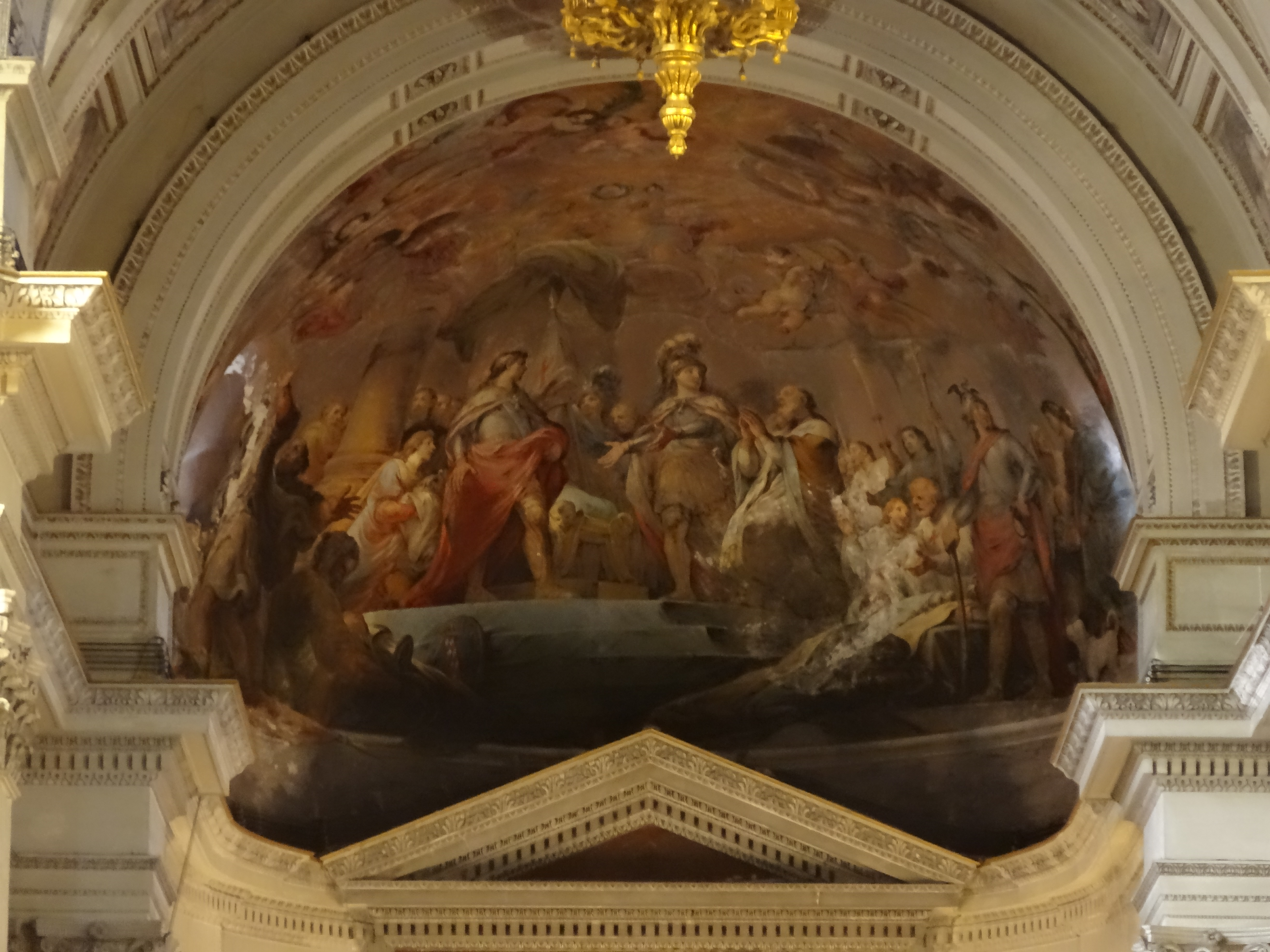
Роберт Гвіскар і Рожер I звільняють собор Палермо від арабів
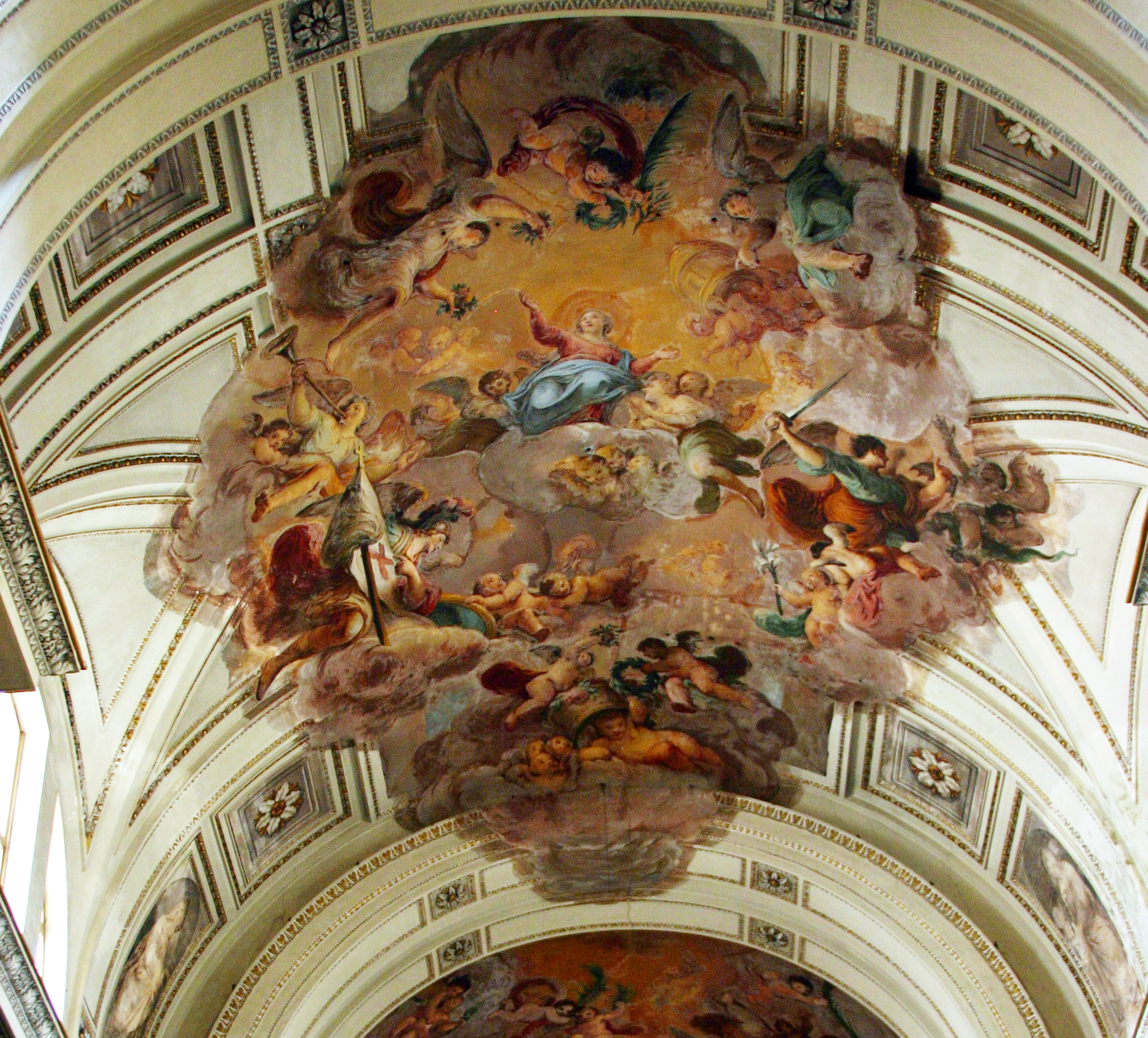
Вознесіння Богородиці

### Святині собору

#### Madonna Libera Inferni

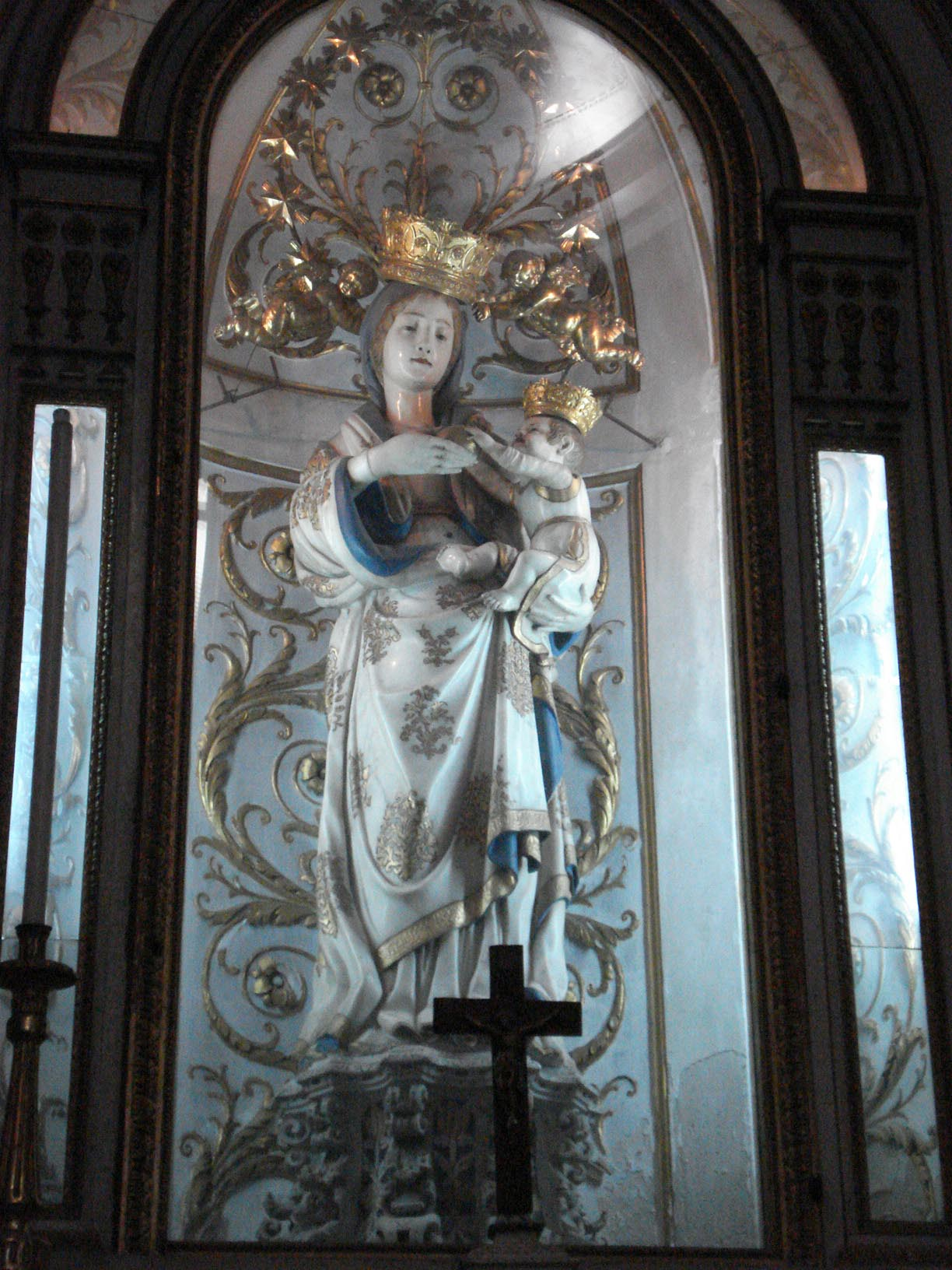
Madonna Libera Inferni

Статуя Богородиці з Немовлям, що має назву Madonna Libera Inferni (буквально, «та, що визволяє від пекла»), розміщується в одній з бічних капел північного (лівого) нефу. Ця статуя належить різцю Франческо Лаурана (1469) і призначалась первинно для церкви Монте-Сан-Джуліано в Трапані. Всупереч бажанням замовників, статуя була розміщена в соборі Палермо, де стала предметом захопленого шанування. 1576 року папа Григорій XIII постановив, що заупокійна меса, здійснена на вівтарі, освяченому на честь цього образу, може слугувати однією з умов отримання індульгенції. Завдяки цьому статуя отримала свою сучасну назву (хоч і не зовсім сувору з богословської точки зору, оскільки індульгенція стосується не тих, хто мучиться в пеклі, а лише тих, хто тимчасово перебуває в чистилищі).

#### Капела Реліквій

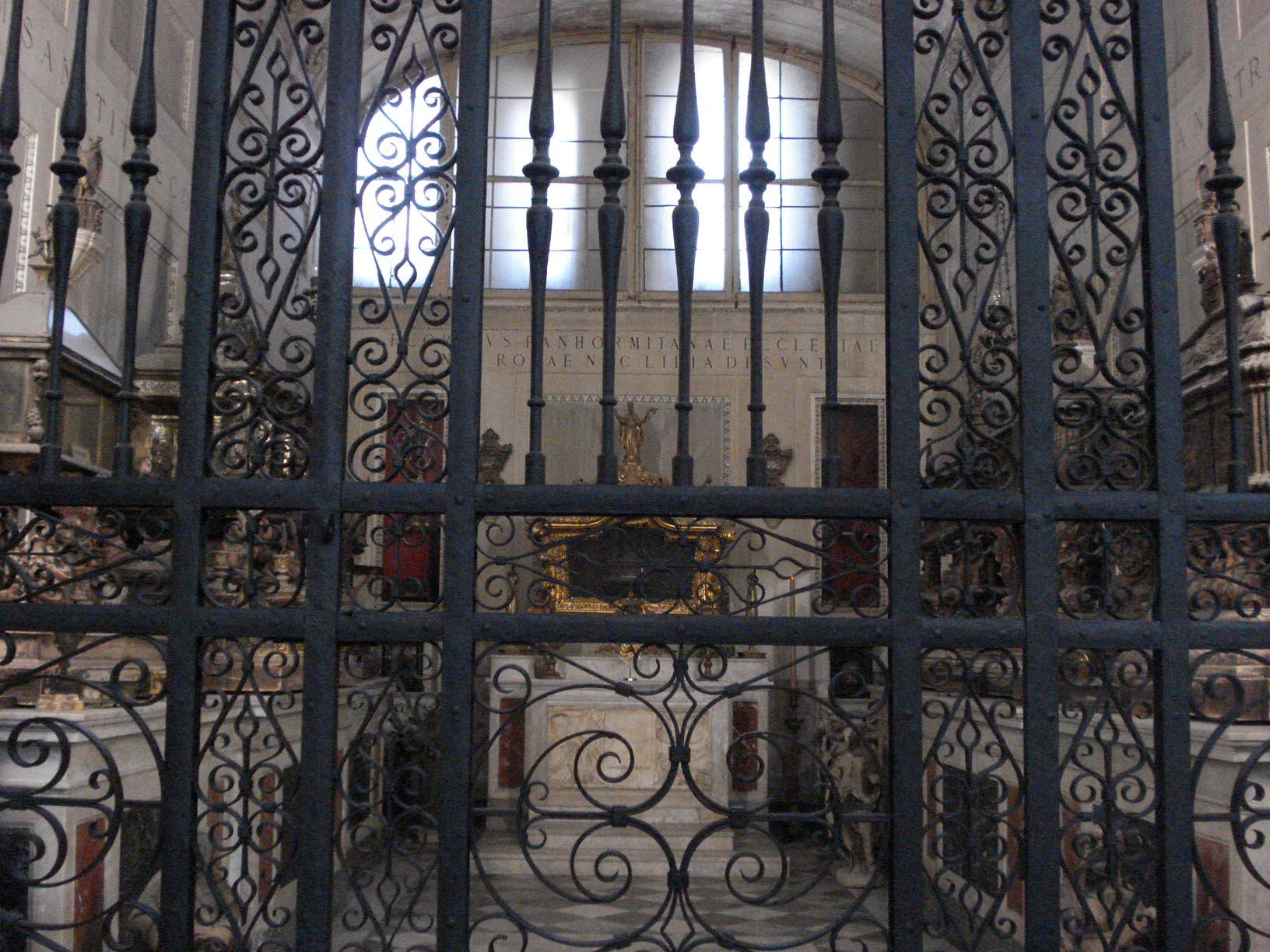
Капела Реліквій

Після реконструкції Фердинандо Фуга більша частина реліквій собору була зібрана в особливій бічній капелі в південному (правому) нефі собору. Серед реліквій є мощі або частки мощей мучениць Агати, Кристини, Нінфи та Оліви, які до XVII століття шанувались як покровительки міста, а також частина мощей рівноапостольної Марії Магдалини. Доступ до капели закрито важкими ґратами, реліквії виносяться для поклоніння віруючим у визначені місцевим звичаєм дні.

#### Капела святої Розалії

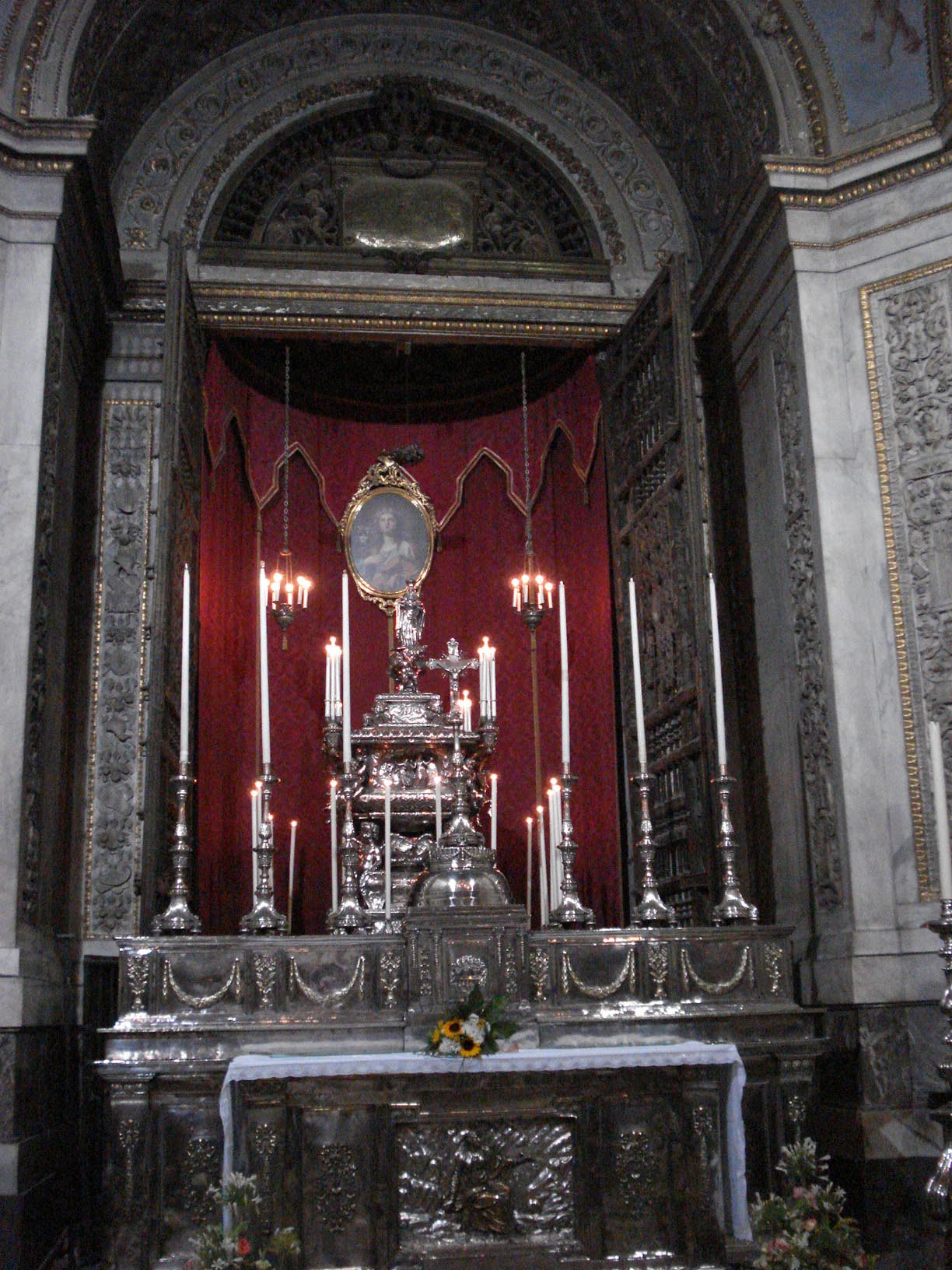
Капела святої Розалії

Найвідомішою та найбільш шанованою святинею собору є мощі святої Розалії Палермської — покровительки Палермо та всієї Сицилії. Історія цієї святої, яка жила у XII столітті, має легендарний характер, а перша письмова згадка про неї належить до 1590 року. Місцева традиція вказує, що Розалія
— була представницею знатного норманського роду, що мав родинні зв'язки з Готвілями (іноді стверджують, що вона була племінницею чи онукою Вільгельма II Доброго, хоч це видається цілковито неймовірним),
— відмовилась від світу й провела життя в суворій аскезі в печері на Монте-Пеллегріно (гора, що височить над Палермо).
Могила самітниці залишалась невідомою упродовж наступних чотирьох століть. 1624 року під час епідемії чуми Розалія, за місцевою легендою, явившись спочатку хворій жінці, а потім мисливцю, відкрила їм місце свого поховання та наказала перенести свої мощі до Палермо. Перенесення знайдених у вказаному місці мощей з Монте-Пеллегріно до Палермо було здійснено 15 липня 1624 року, після чого епідемія припинилась. 1630 року свята Розалія була канонізована папою Урбаном VIII, а 1635 року її мощі були поміщені до масивної срібної раки, виготовленої Маріано Смеріліо.

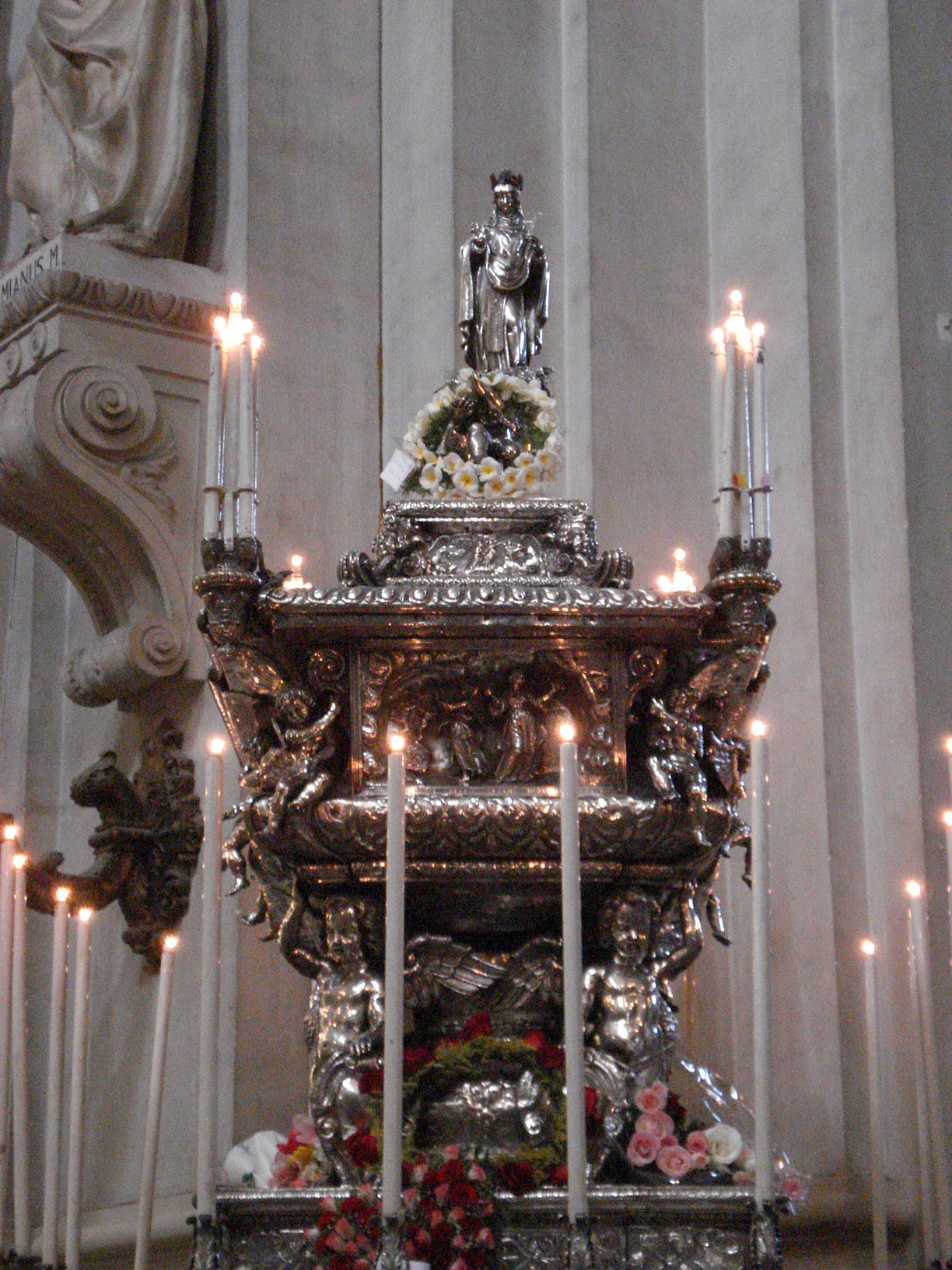
Мощі святої Розалії, винесені для хресної ходи 15 липня

Рака з мощами святої Розалії розміщуються за вівтарем у південній (правій) апсиді собору. Первинно доступ до капели було закрито масивними бронзовими воротами, але зараз вони постійно відчинені. Статуя, що вінчає раку, й завівтарний образ зображують святу у вигляді юної дівчини з вінцем із троянд. Ці зображення, значною мірою. є умовними, оскільки жодних відомостей про зовнішність святої не збереглось. Стіни капели увішані численними вотивними дарунками вдячних віруючих.
Щороку 15 липня собор стає центром грандіозного свята, присвяченого святій Розалії. Напередодні рака з мощами святої виноситься на середину храму для поклоніння вірян, а ввечері святкового дня рака проноситься хресною ходою центральними вулицями Палермо. На прилеглій площі П'яца Вілльєна (Кватро Канті) процесію зустрічає міська влада Палермо, яка дарує святий вінок з троянд. Ця символічна зустріч міста зі своєю покровителькою відбувається під вигуки: Viva Palermo! Viva Santa Rosalia!
Починаючи з XVII століття, свята Розалія поряд зі святою Агатою Сицілійською, патронесою Катанії, та святою Луцією Сиракузькою, патронесою Сиракуз, шанується як покровителька всієї Сицилії. Це робить собор Палермо центром паломництва як власне сицилійців, так і численних емігрантів сицилійського походження.

### Королівські гробниці

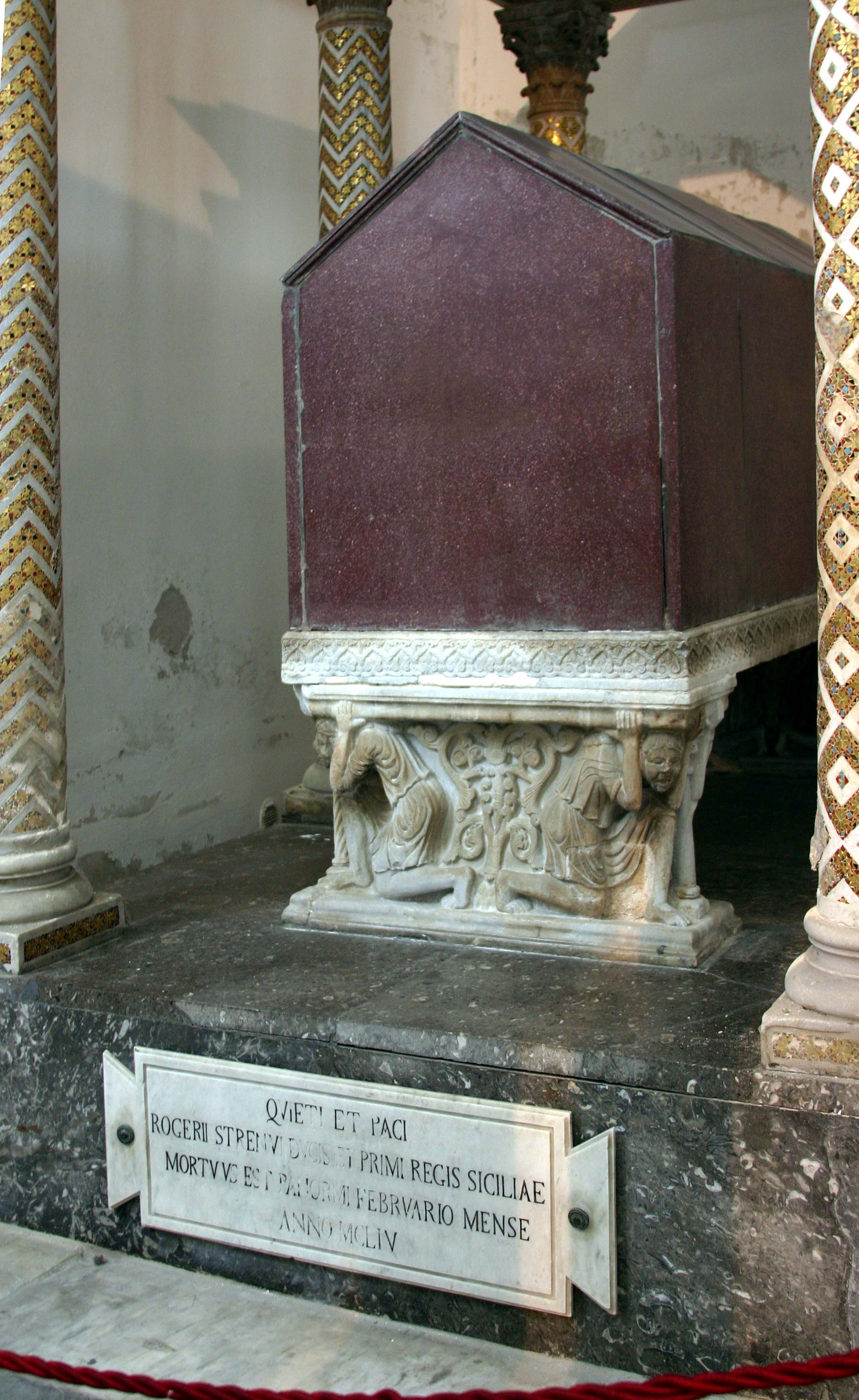
Гробниця Рожера II

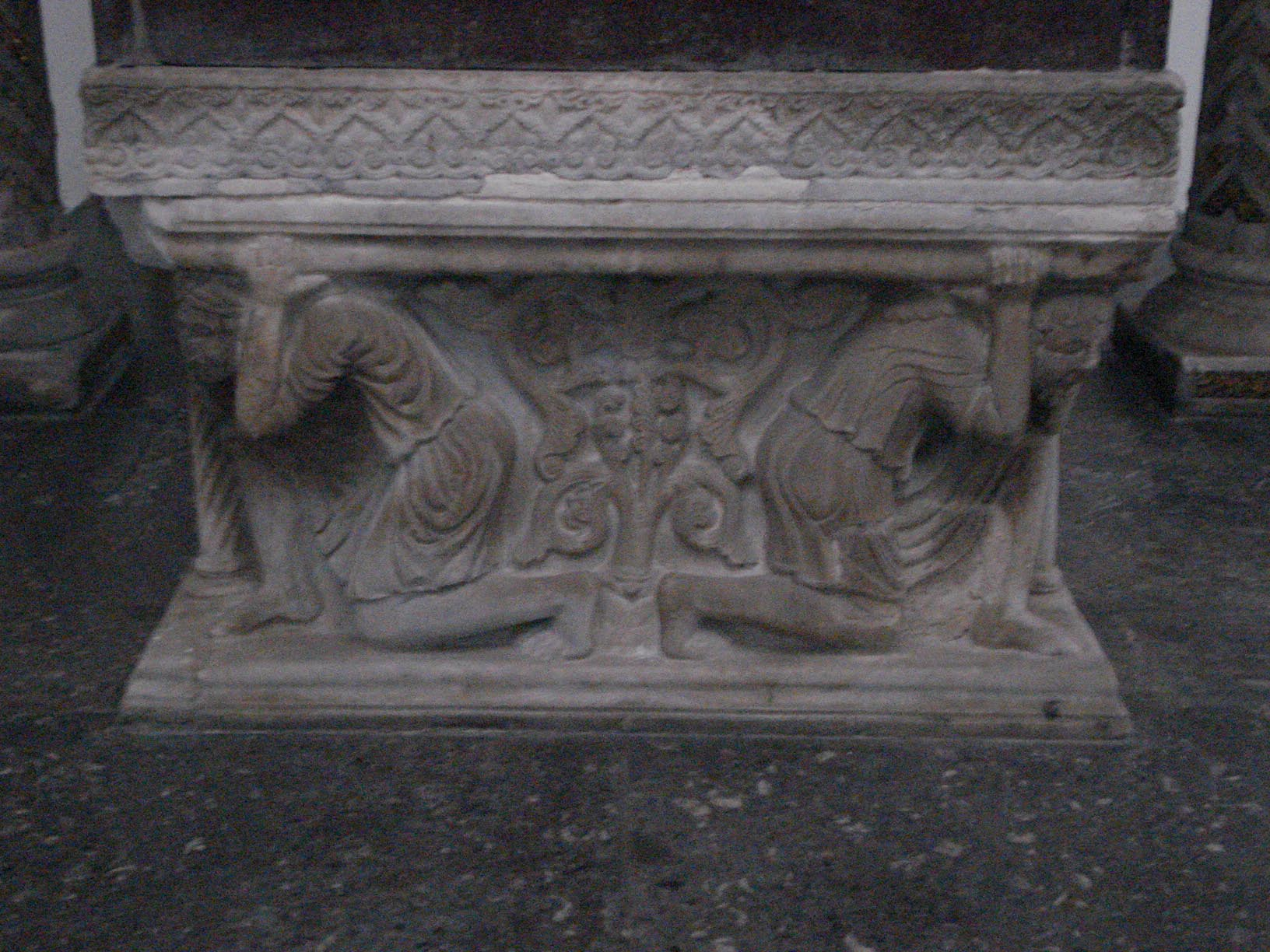
Гробниця Рожера II (деталь)

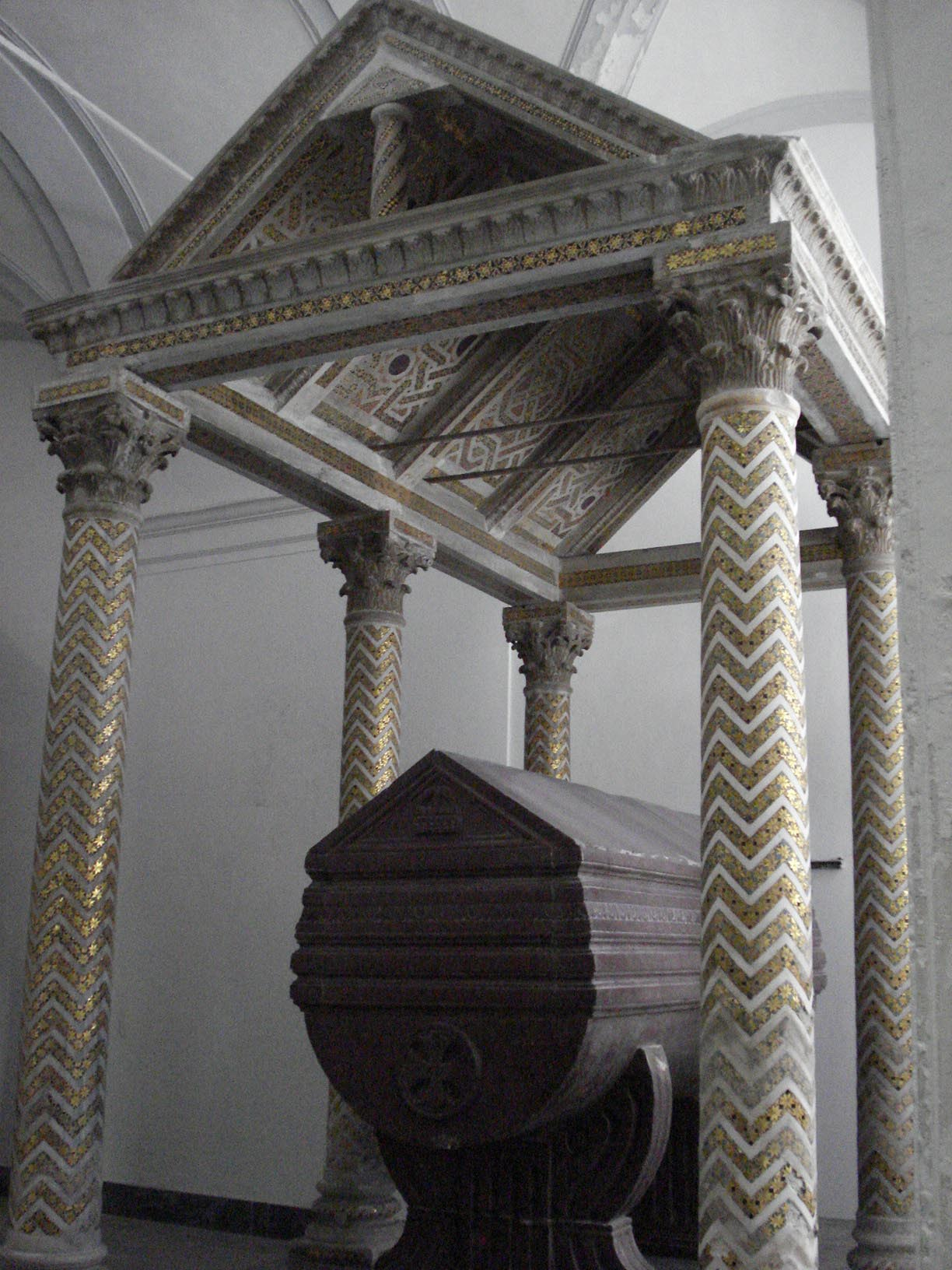
Гробниця Констанції Норманської

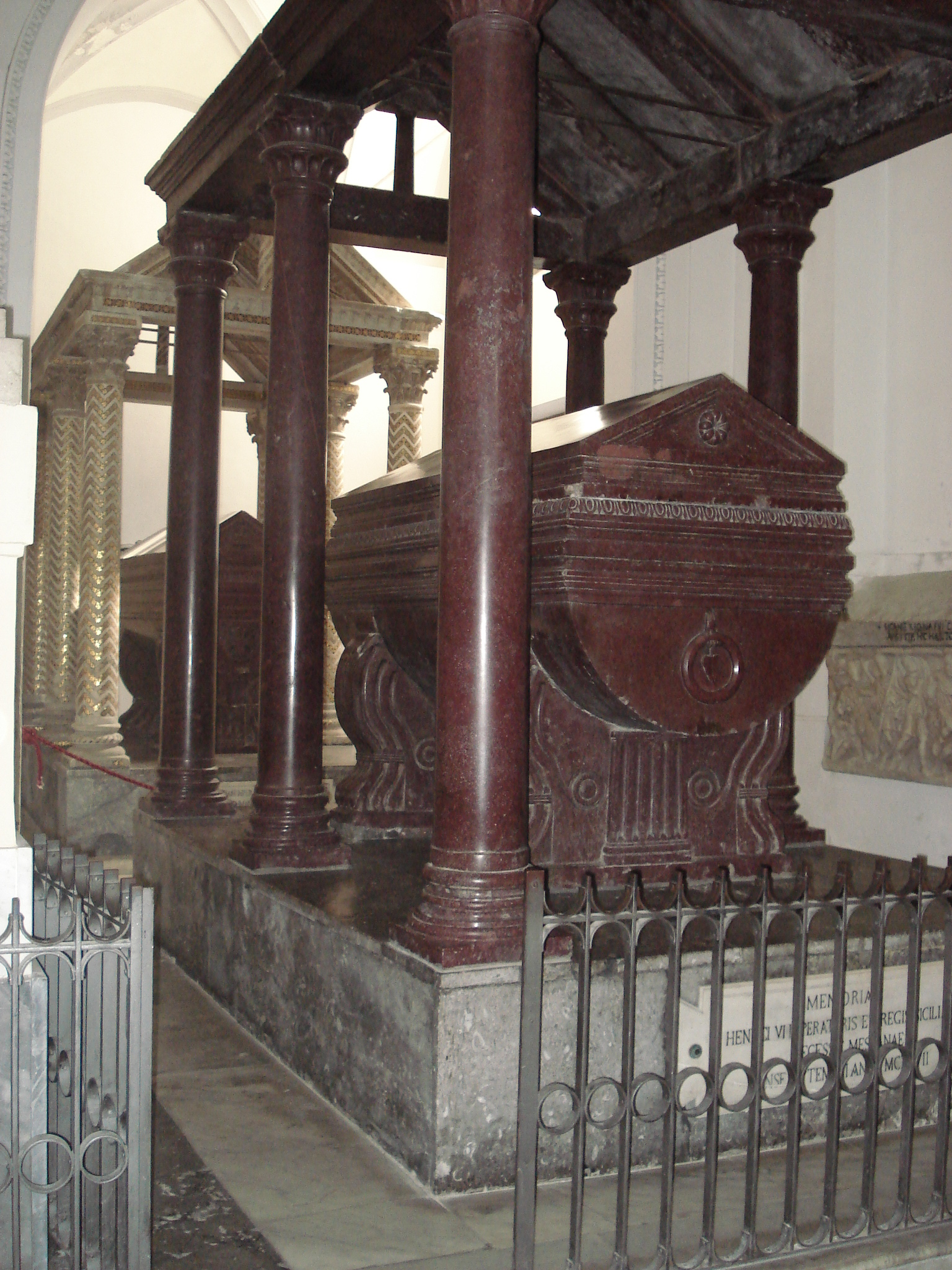
Гробниця Генріха VI

Собор Палермо, окрім своїх святинь, відомий унікальним комплексом королівських та імператорських гробниць XII–XIV століть. Після реконструкції Фуга гробниці було зібрано у перших двох капелах праворуч від основної західної брами собору. Там спочивають такі короновані особи:
- Рожер II (1095–1154) — перший король Сицилійського королівства (1130–1154),
- Констанція Норманська (1154-1198) — молодша посмертна дочка Рожера II, королева Сицилії з 1194 року, імператриця Священної Римської імперії, королева Німеччини та Італії за шлюбом з Генріхом VI,

- Генріх VI (1165–1197) — імператор Священної Римської імперії (з 1191), король Німеччини (з 1190), Італії (з 1186), Сицилійського королівства (з 1194),
- Фрідріх II (1194-1250) — імператор Священної Римської імперії (1220), король Сицилійського королівства (з 1197) та Єрусалиму (з 1225), * Констанція Арагонська (1179–1222) — дочка арагонського короля Альфонса II, перша дружина Фрідріха II, за шлюбом із ним імператриця Священної Римської імперії та королева Сицилії,
- Педро II (1304–1342) — король Сицилійського королівства (з 1338),
- Вільгельм (Гульєльмо) Арагонський (1312–1338) — один із братів Педро II, номінальний герцог Афін і Неопатрії (з 1317).

Констанція Арагонська та Вільгельм Афінський спочивають у мармурових античних саркофагах. Констанція Арагонська була похована в розкішній золотій тіарі, багато убраній перлинами й коштовним камінням. Вилучена 1491 року з гробниці тіара Констанції представлена нині у скарбниці собору.
Гробниці Рожера II, Констанції Норманської, Генріха VI та Фрідріха II є порфіровими саркофагами під балдахінами. Ці гробниці є унікальними для середньовічної Італії як за використаними матеріалами, так і за якістю й манерою виконання. Балдахіни й колони гробниць Генріха VI та Фрідріха II також виготовлені з порфіру, а у Рожера II та Констанції Норманської — з білого мармуру та вкриті золотою мозаїкою.

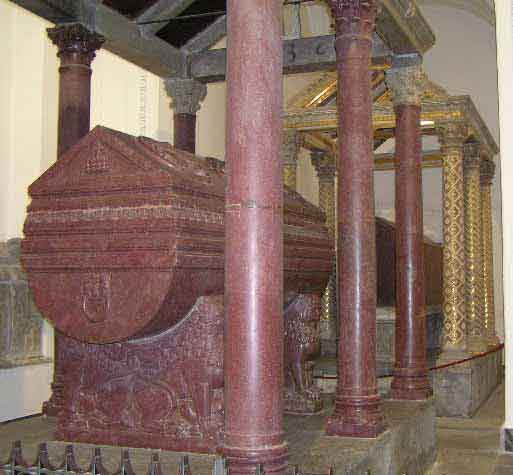
Гробниця Фрідріха II

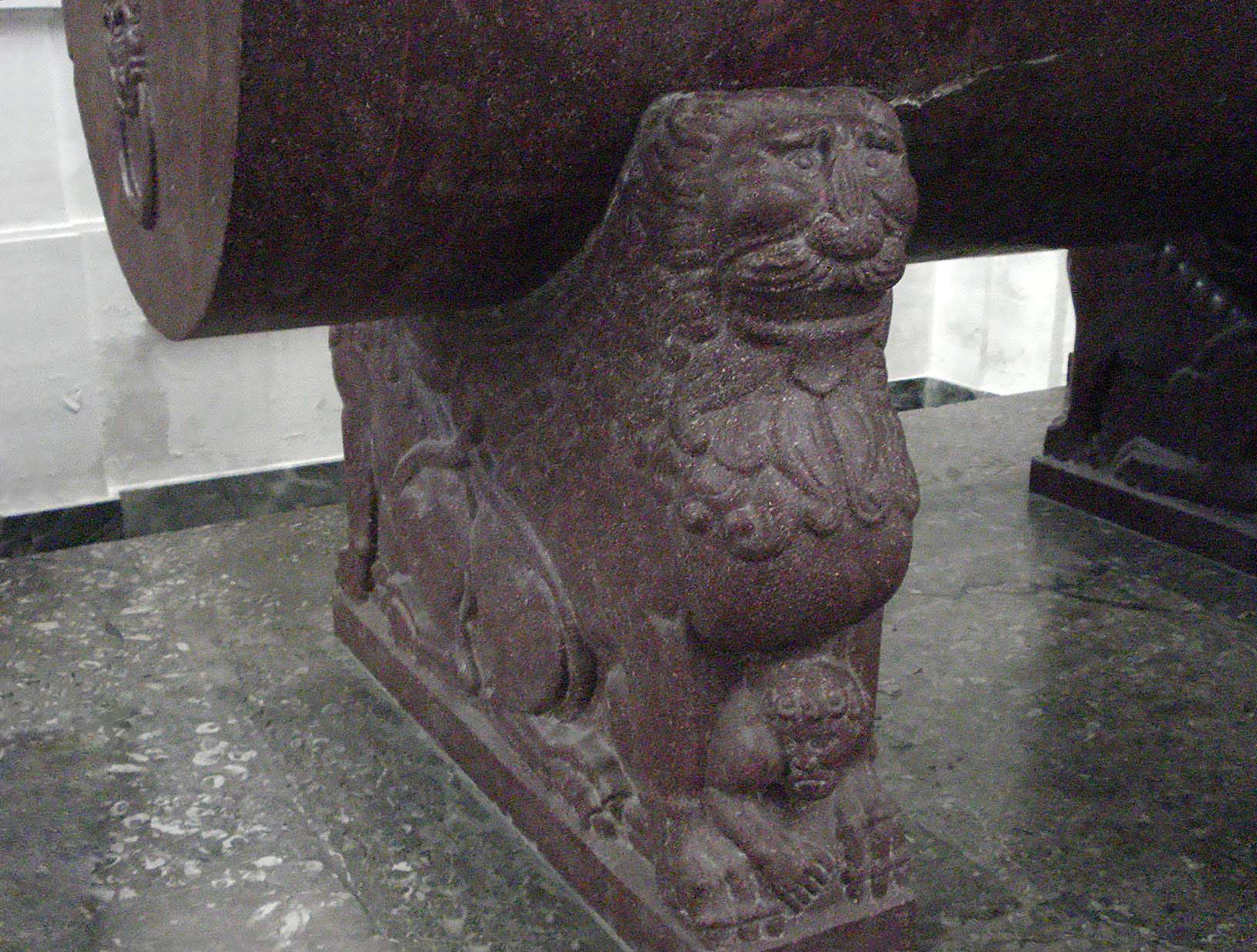
Саркофаг Фрідріха II (деталь)

Історія цих поховань є непростою. Рожер II у своєму заповіті зазначив місцем свого поховання собор Чефалу, куди завчасно 1145 року були поміщені два масивних порфірових саркофаги, багато прикрашених різьбленням. Тим не менше, після смерті Рожера II його спадкоємець вирішив поховати батька у столичному соборі, а не у провінційному Чефалу. Виготовлений для Рожера II палермітанський саркофаг значно простіший за саркофаги Чефалу, його єдиною прикрасою є опори з білого мармуру у вигляді юнаків на колінах. Після раптової смерті Генріха VI його вдова Констанція замовила для покійного чоловіка надгробок за зразком тих, що розміщуються в Чефалу, проте поспіхом виготовлений 1197 року саркофаг був не цільним, а склеєним з чотирнадцяти окремих частин. Зрештою, 1215 року син Генріха VI та Констанції Фрідріх II наказав перевезти з Чефалу до Палермо пусті саркофаги 1145 року, в один із них він переніс рештки свого батька, а в іншому заповів поховати себе (що й було виконано 1250). До гробниці, яка при цьому «звільнилась», 1197 року було поміщено тіло матері Фрідріха II. У завершення цієї чехарди після раптової смерті короля Педро II його тіло було поміщено до усипальниці Фрідріха II, тож рештки Фрідріха II та його прапраонука спочивають в одному саркофазі. Під час розкриття саркофагу Фрідріха II у XIX столітті з'ясувалось, що окрім Фрідріха II та Педро II там містяться кістки третьої персони — жінки, причому приналежність цих решток залишається нез'ясованою донині.

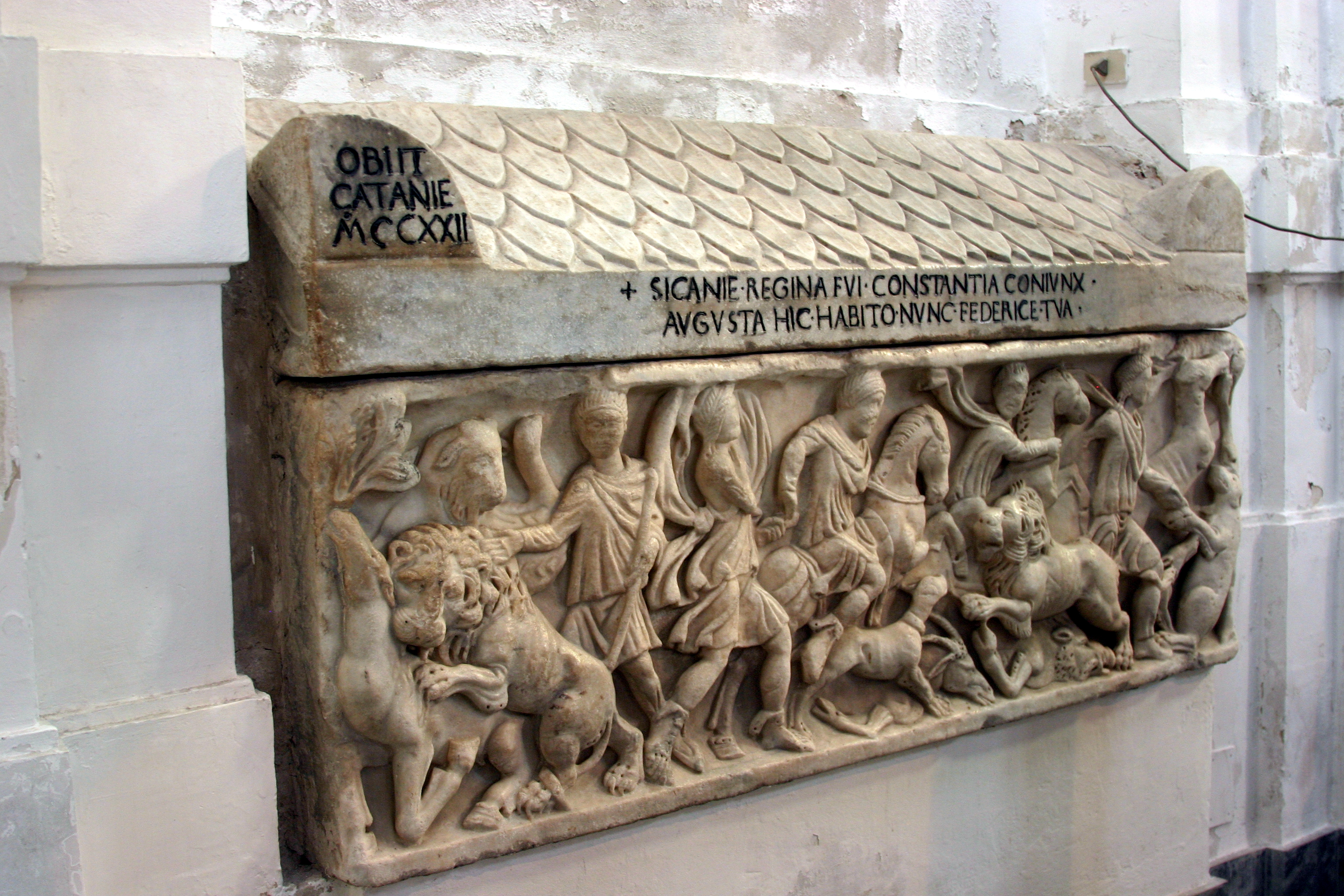
Гробниця Констанції Арагонської
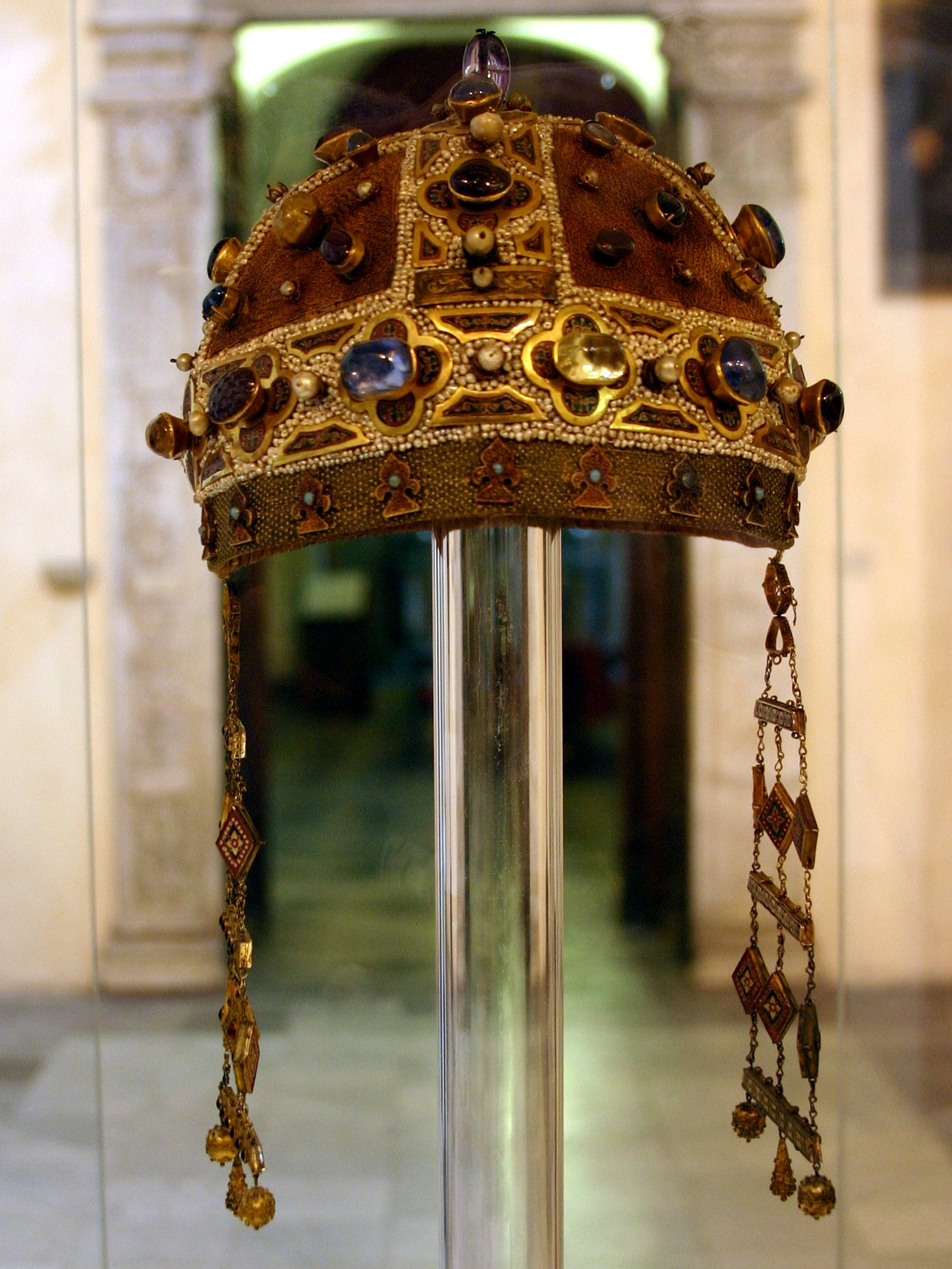
Тіара Констанції Арагонської
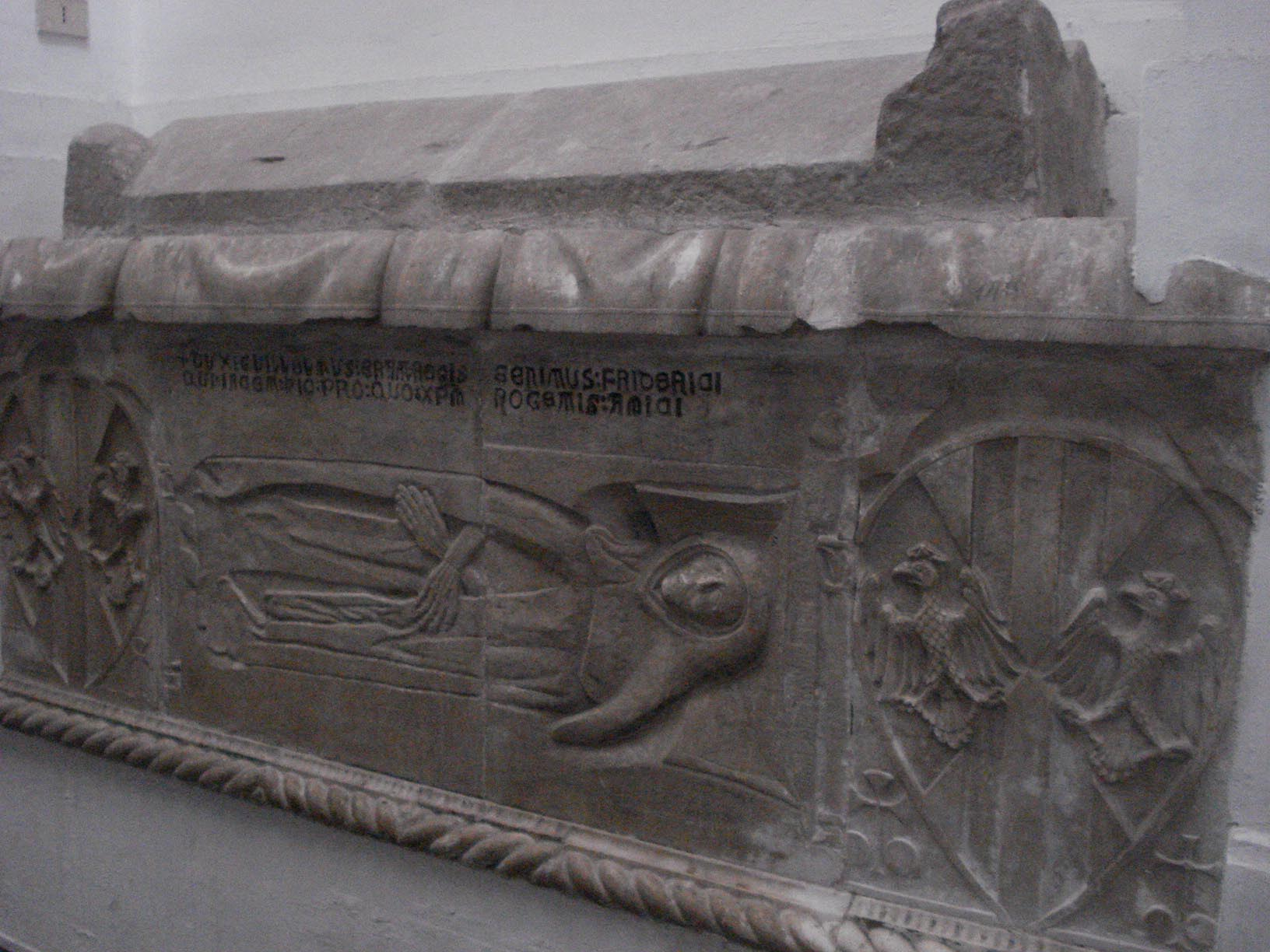
Гробниця Вільгельма, герцога Афінського

## Крипта

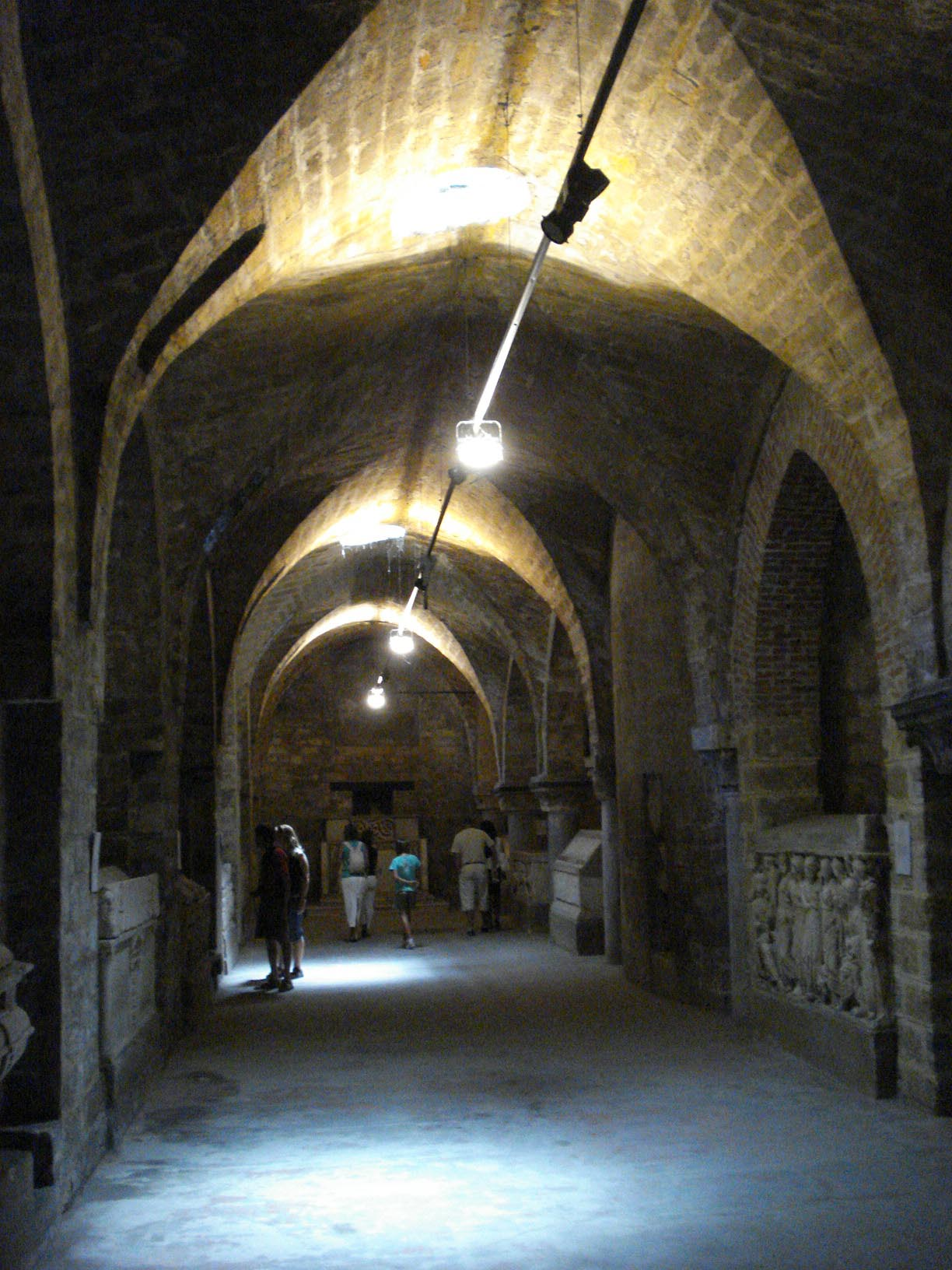
Крипта собору

Крипта собору влаштована на місці ранньохристиянської церкви святого Маміліана (IV століття). В сучасному вигляді крипта зберегла незмінною структуру храму, на місці якого Волтер Мілль розпочав 1179 року будівництво теперішнього собору.
Крипта має два поперечних (стосовно до головного нефа собору) нефи, розділених гранітними колонами, й сім апсид із хрестовим зводом. Один із нефів крипти частково зайнятий масивною основою центральної апсиди собору. У крипті в саркофагах античної та візантійської епох містяться 23 поховання духовних осіб (в основному архієпископів Палермо) та воєначальників. Історичний інтерес становлять гробниці Никодима (помер 1072), останнього грецького архієпископа Палермо, та Волтера Мілля, засновника сучасного собору.

## Нові часи
- 1859 року революціонер Гарібальді, перебуваючи на Сицилії на святі святої Розалії, брав участь у цій фієсті: сів на високий трон в соборі в образі «королівського захисника віри й церкви», а потім брав участь у традиційній релігійній церемонії, в якій підтверджувалась влада папи над Сицилією[9].

## У науці
1690 року в соборі було облаштовано перший на Сицилії геліометр, що є накресленим по осі північ-південь на підлозі головного нефу меридіан та символічні зображення знаків зодіаку. У сонячний день (опівдні) промінь світла через отвір в одному з міні-куполів вказує на зображення відповідного сузір'я, в якому перебуває сонце в даний день.
1795 року італійський астроном Джузеппе Піацці, засновник обсерваторії в Палермо, використовував (з дозволу архієпископа) собор як обсерваторію. Внаслідок обсерваторія була облаштована у вежі Святої Нінфи Нормандського палацу.

## У культурі
- Наприкінці свого перебування в Палермо Гете відвідав «Головну церкву» та її пам'ятки, про що написав у «Подорожі в Італію» (1787) (нім. Italienische Reise)[11].
- Оскар Уайльд в одному зі своїх листів (16 квітня 1900 року) змальовує собор та згадує свого гарного знайомого — юного семінариста, який жив при соборі.
- У своїх листах, виданих під заголовком «A Tour Through Sicily and Malta», собор змальовує Вільям Бекфорд[12]
- Англійська романістка Джулія Кавана змальовує собор в «A Summer and Winter in the Two Sicilies» (1858)[13]
- Під час прем'єри опери Джакомо Мейєрбера «Роберт Диявол» 1831 року декорації в одному з актів представляли інтер'єр палермського собору, оскільки дія Акту V п'єси відбувається саме в соборі, незважаючи на хронологічні невідповідності з датами життя реального герцога Нормандського[14].